# Sten Samuelson

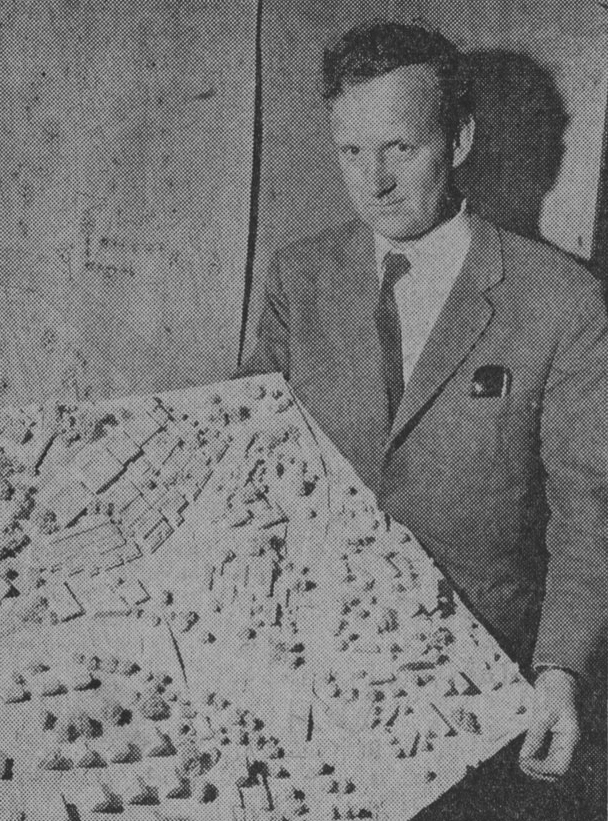
Sten Samuelson

Sten Samuelson (geboren am 30. April 1926 in Catholgelholm; gestorben am 4. Juli 2002 in Montreux, Schweiz) war ein schwedischer Architekt. Er war von 1964 bis 1983 Professor an der Universität Lund. Samuelson ist ein Vertreter der schwedischen Nachkriegsarchitektur der Moderne.

## Biografie

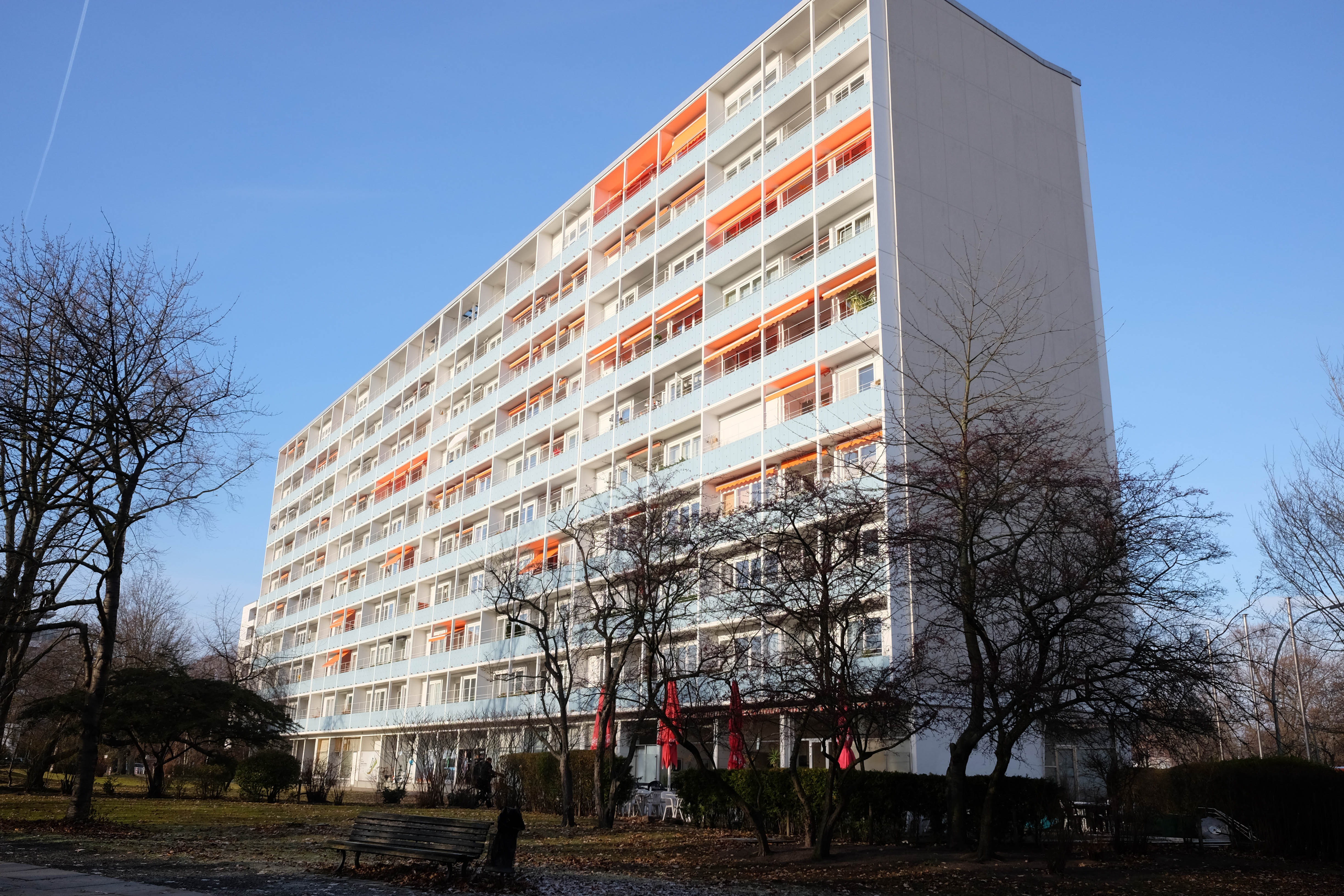
Schwedenhaus (Berlin), Berlin (1957).

Sten Samuelson leitete zusammen mit Fritz Jaenecke bis 1970 das Architekturbüro Jaenecke & Samuelson. Gemeinsam entwarfen sie in den 1950er und 1960er Jahren mehrere bekannte öffentliche Gebäude in Schweden. Samuelson war auch international aktiv. 1957 nahm Samuelson mit Jaenecke an der Interbau in Berlin teil. Sie entwarfen das Zeilen-Hochhaus, umgangssprachlich Schwedenhaus genannt, in der Altonaer Straße im Hansaviertel. Samuelsson entwarf auch das Hotelhochhaus, das heute das Novotel Warszawa Centrum ist und 1972–74 von der damaligen Skånska Cementgjuteriet erbaut wurde.
Samuelson und Jaenecke entwarfen vor der Fußball-Weltmeisterschaft 1958 unter anderem die modernen Arenen Ullevi und Malmö Stadium. Charakteristisch für Samuelsons Gebäude ist Beton als Baustoff, der sich neben den Sportarenen auch in öffentlichen Gebäuden wie Landskrona Art zeigt Galerie und später Stadtbibliothek Norrköping genannt Zentralblock.

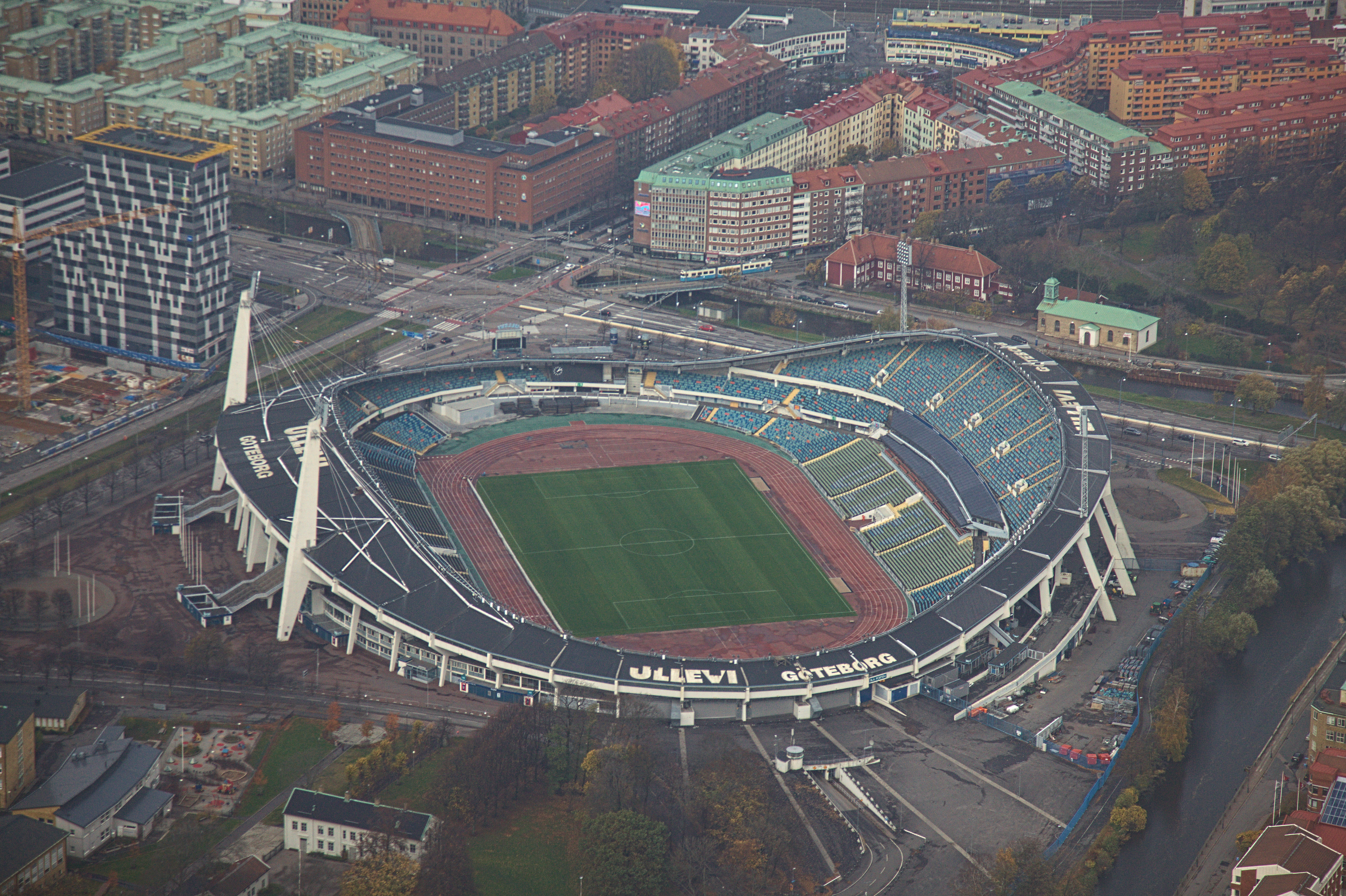
Ullevi stadion, Göteborg (1958).

Der zentrale Block besteht aus skelettartigen Betonelementen, die vor der eingefahrenen Hauptfassade liegen und so einen Dachbodenkorridor und einen Balkon bilden. Die Landskrona Art Gallery ist ein reines Beispiel für die schwedische Nachkriegsarchitektur der Moderne. Ein Beispiel, bei dem Samuelsson stattdessen Ziegel verwendete, ist Helgeandskyrkan in Lund. Gleichzeitig zeichnet sich die Kirche des Heiligen Geistes durch einen brutalistischen Stil mit dicken Backsteinmauern aus. Beispielsweise weist die Stadtbibliothek Norrköping Ähnlichkeiten mit der zeitgenössischen Architektur in Großbritannien und Westdeutschland auf. Der Hauptsitz von Euroc im Kalksteinbruch von Limhamn in Malmö, der 1977 von Sten Samuelson entworfen wurde, ist ein sehr frühes Beispiel für die Postmoderne in der Architektur in Schweden (heute Victoria Park).

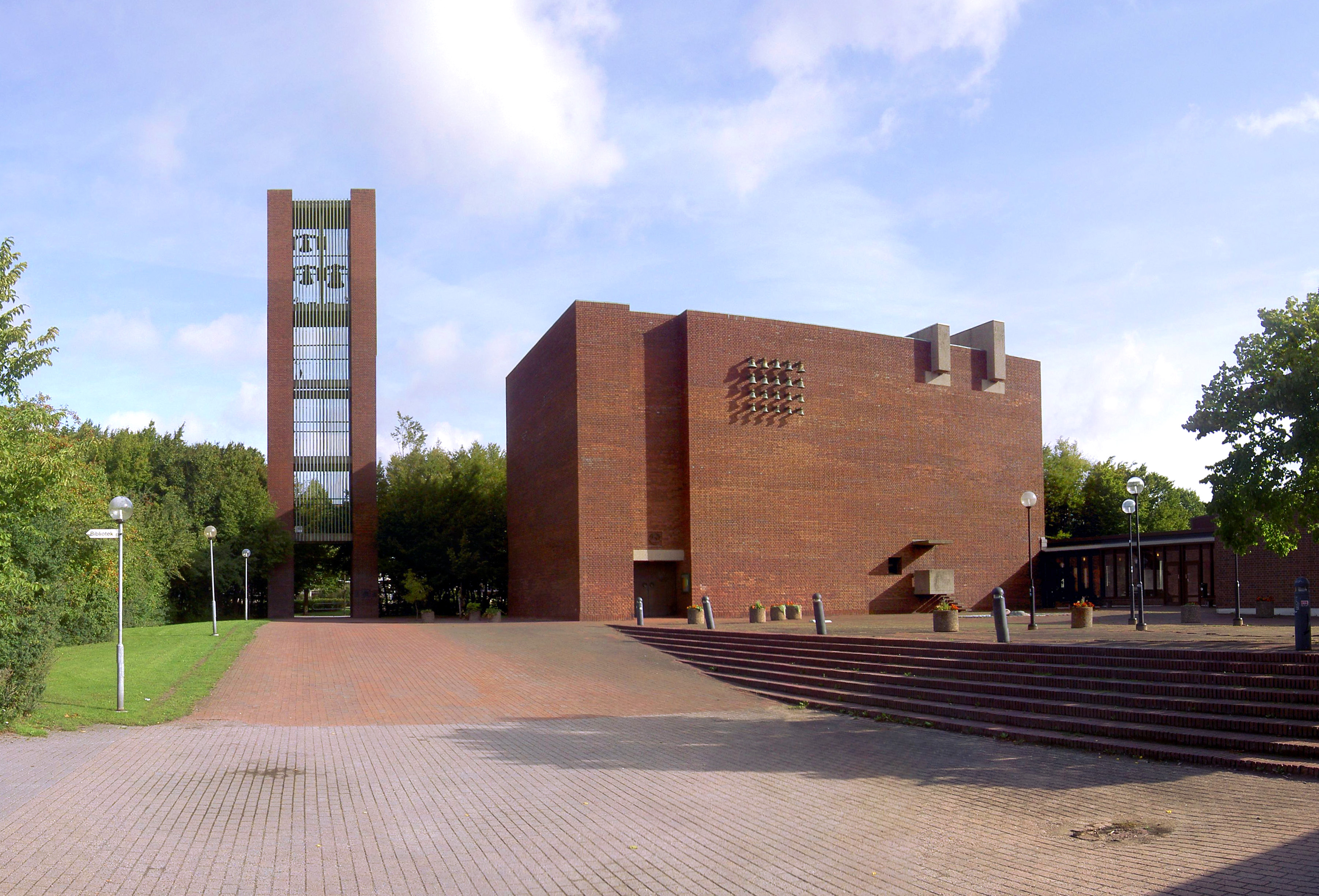
Helgeandskyrkan, Lund (1968).

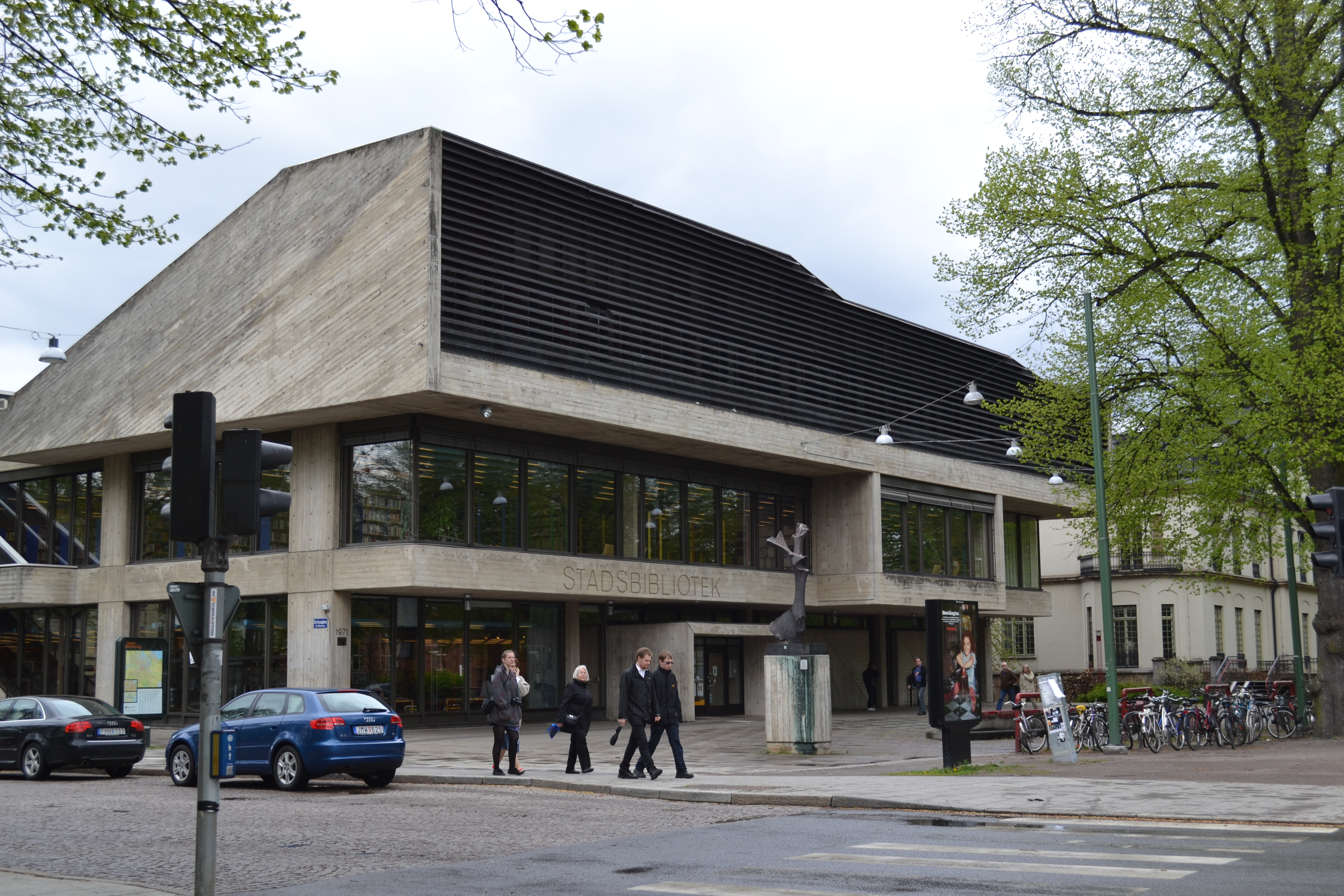
Norrköpings stadsbibliotek (1972). I förgrunden Eric Grates bronsskulptur Nike de Sant Andria.

In seinen späteren Gebäuden wurde das Betonelement abgeschwächt, beispielsweise in den beiden großen Projekten Malmö City Hall und Malmö Concert Hall (1985). Die Matthäuskirche (1983) verstößt deutlich gegen das traditionelle Bild einer Kirche. Hier ließ sich Samuelson vom umliegenden Park inspirieren und erlaubte den Bäumen symbolisch, weiter in die Kirche zu gelangen. Das Dach ruht auf sechs Säulen, die Bäumen mit Ästen und Kronen Assoziationen verleihen. Das Dach, das größtenteils aus Glas besteht, gibt der Kirche ein besonderes Licht.

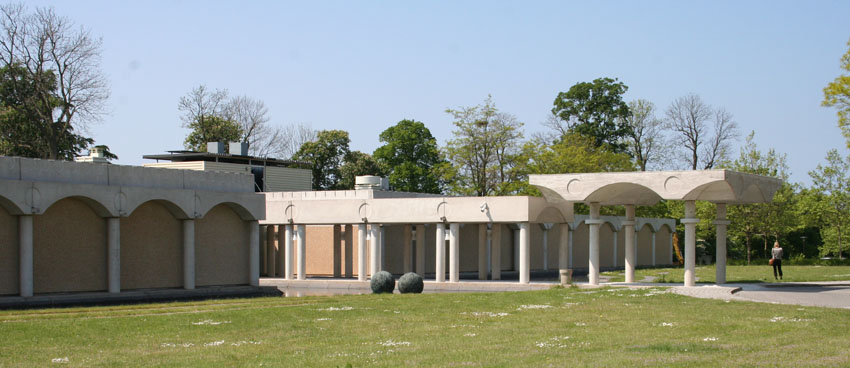
EurEuroc-Hauptsitz, Malmö (1977).

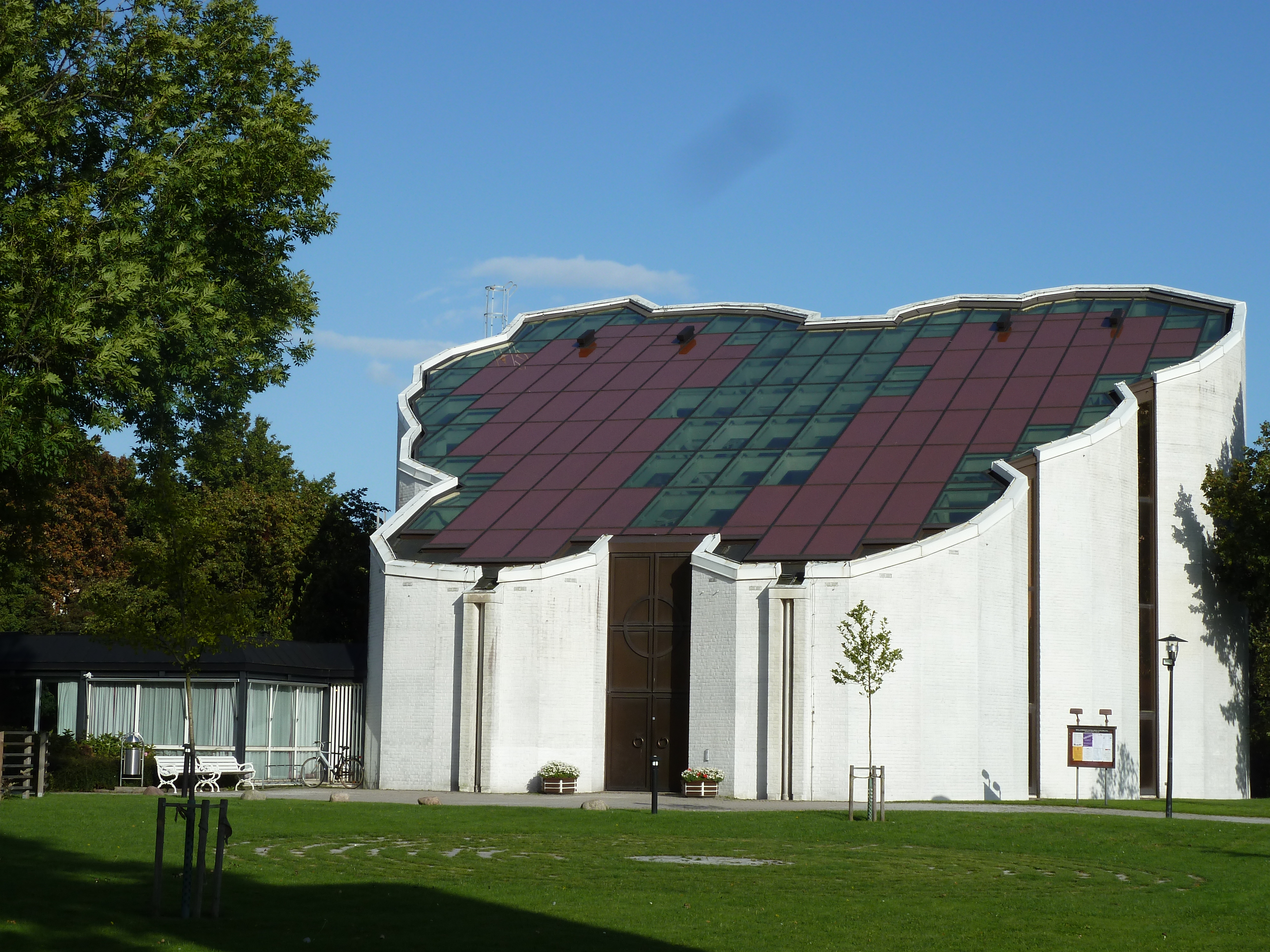
SaMatthäuskirche, Malmö (1983).

## Ausgewählte Gebäude
- Wohngebäude am Köpenhamnsvägen, Malmö (1950–51, 1962–63). In der obersten Etage hatte Sten Samuelson ein Büro bei Fritz Jaenecke.
- Stadthaus, Svalöv, mit Fritz Jaenecke
- Gebäude, Östra Sorgenfri, Malmö, 1952–53, mit Fritz Jaenecke
- Stadthaus, Bülow Hübes väg, Limhamn, Malmö, 1955–57, mit Fritz Jaenecke
- Ullevi-Stadion, Göteborg, 1958, mit Fritz Jaenecke
- Helsingkronagården (Studentenwohnheim der Helsingkrona), Lund, 1955–58, mit Fritz Jaenecke
- Malmö-Stadion, 1958, mit Fritz Jaenecke
- New Brunnshotellet, Ronneby, 1961, mit Fritz Jaenecke
- Landskrona Art Gallery, 1963, mit Fritz Jaenecke
- Baltische Halle, Malmö, 1964, mit Fritz Jaenecke
- Engelbrektsboden, Gibraltargatan, Malmö, 1965, mit Fritz Jaenecke
- Wohngebiet Kryddgrändera, Landskrona, 1965–67, mit Fritz Jaenecke
- Hamilton House, Helsingborg, 1967, mit Fritz Jaenecke
- Hauptsitz von Helsingborgshem, Drottninggatan 136, Helsingborg, 1967, mit Fritz Jaenecke
- Träbolagets Haus im Hafen Malmö mit Fritz Jaenecke
- Helgeandskyrkan, Lund, 1968, mit Fritz Jaenecke
- Hauptsitz von Frigoscandia, Helsingborg, 1970
- Sweden Center, Tokio, 1971
- Stadtbibliothek Norrköping, 1968–72
- Malmö Sparbank Bikupan, Gustav Adolfs Torg, 1970–1973[2]
- St. Knut’s Church, Lund, 1973
- Rathaus von Warrigelholm, 1974
- Novotel, Warschau, 1974
- Langetthusen, Helsingborg, 1974
- Österlen Volkshochschule, Tomelilla, 1974
- PK-banken, Stora Södergatan in Lund, 1978[2][3]
- Helsingborg Hospital, 1975
- Rathaus von Lidingö, 1975, mit Fritz Jaenecke
- Rathaus von Landskrona, 1976, mit Inge Stoltz
- Eurocs Hauptsitz, Limhamns Kalksteinbruch, Malmö, 1977
- Matthäuskirche, Malmö 1981
- Rathaus von Malmö, 1983–85
- Malmö Konzerthalle, 1985
- Eigene Villa, jetzt Ordbokens hus, Dalbyvägen 3, Lund, 1966–67[4]
- Hauptsitz von Anticimex, Stockholm, 1986
- NCC-Gebäude, Nutmeg Lane, Poplar, London, 1989–92

## Galerie

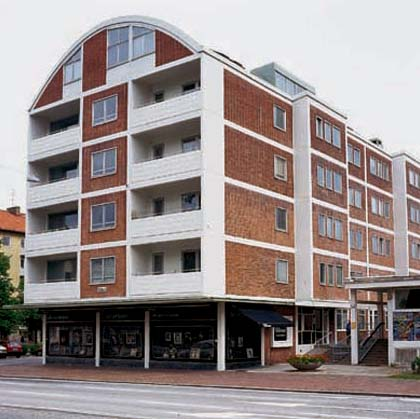
Bostadshus, Köpenhamnsvägen, Malmö (1951, 1963).
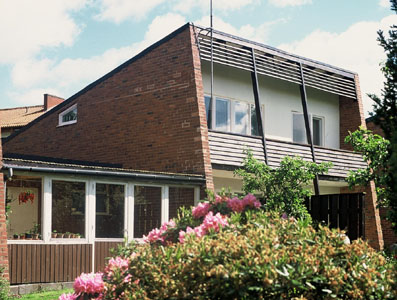
Radhus, Svalöv.
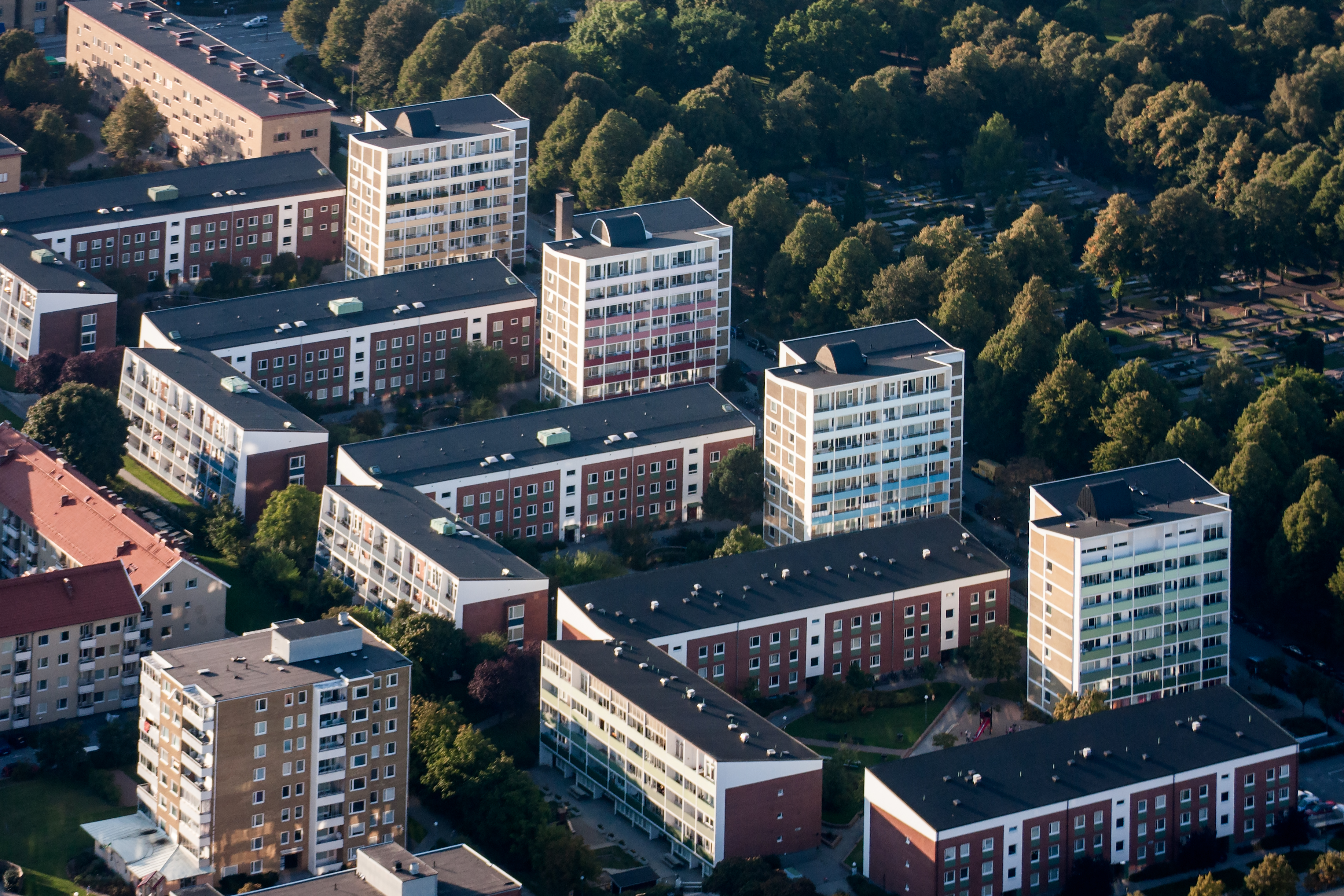
Bebyggelse, Östra Sorgenfri, Malmö (1953).
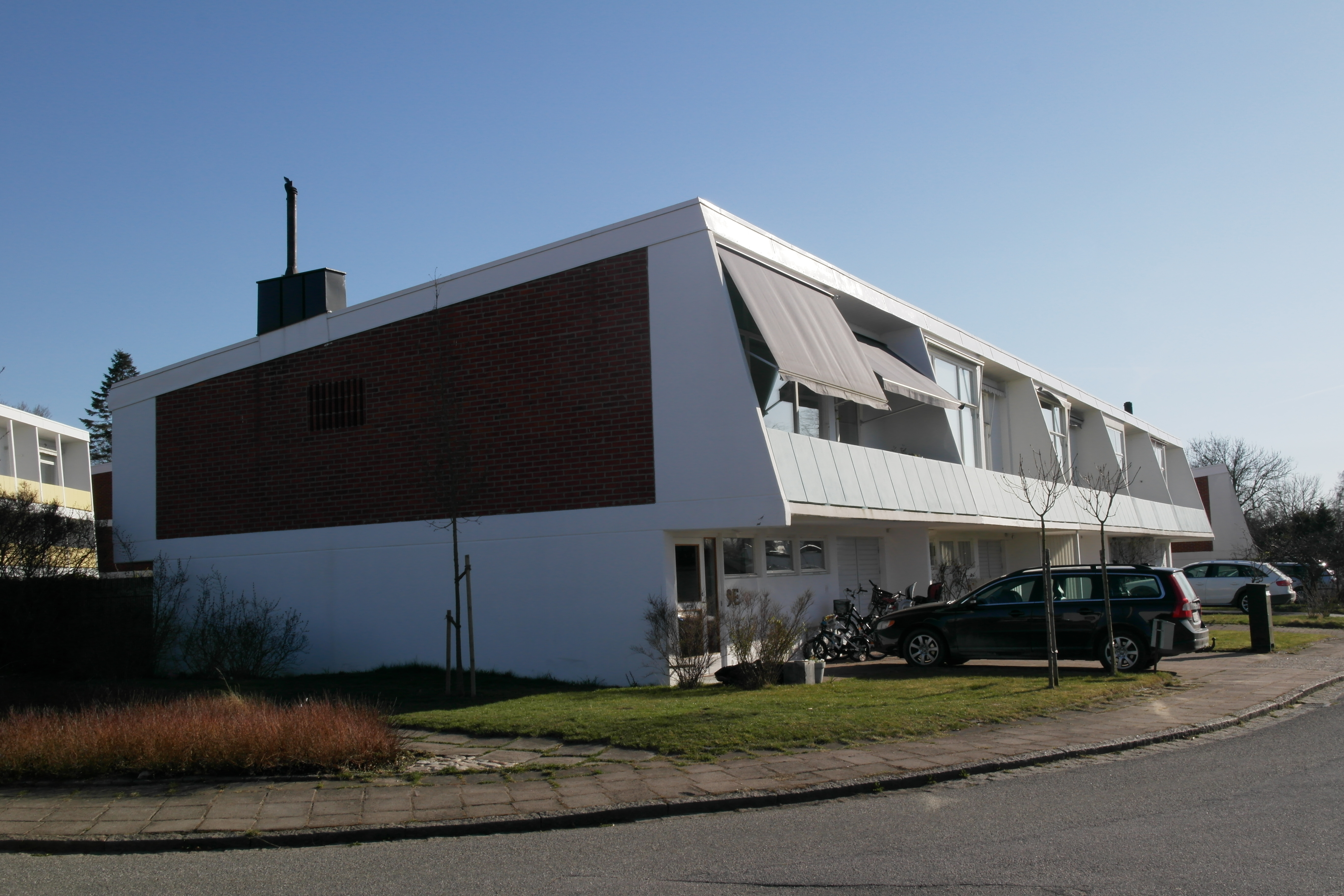
Radhus, Bülow Hübes väg, Malmö (1957).
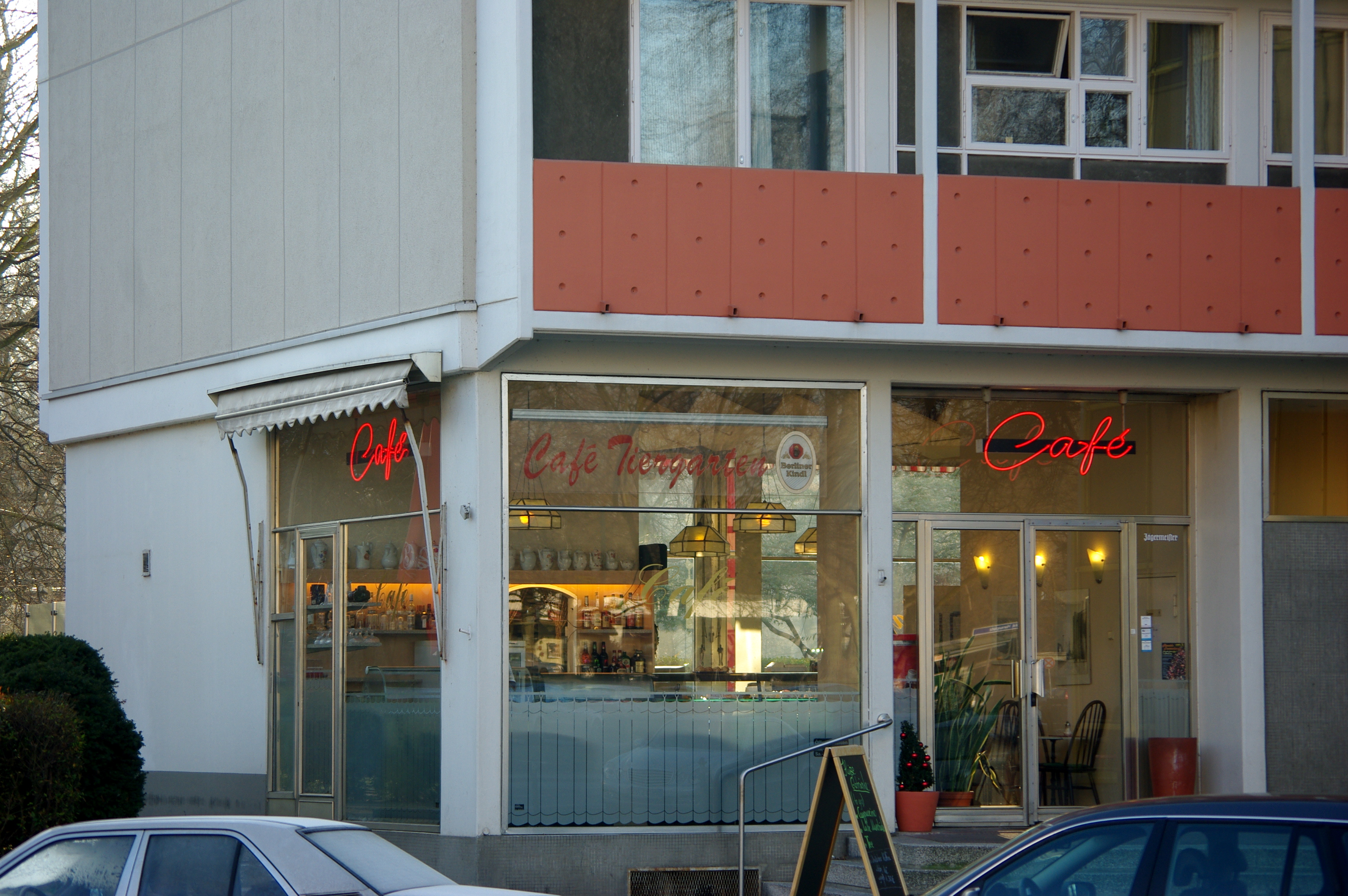
Café, Schwedenhaus, Berlin (1957).
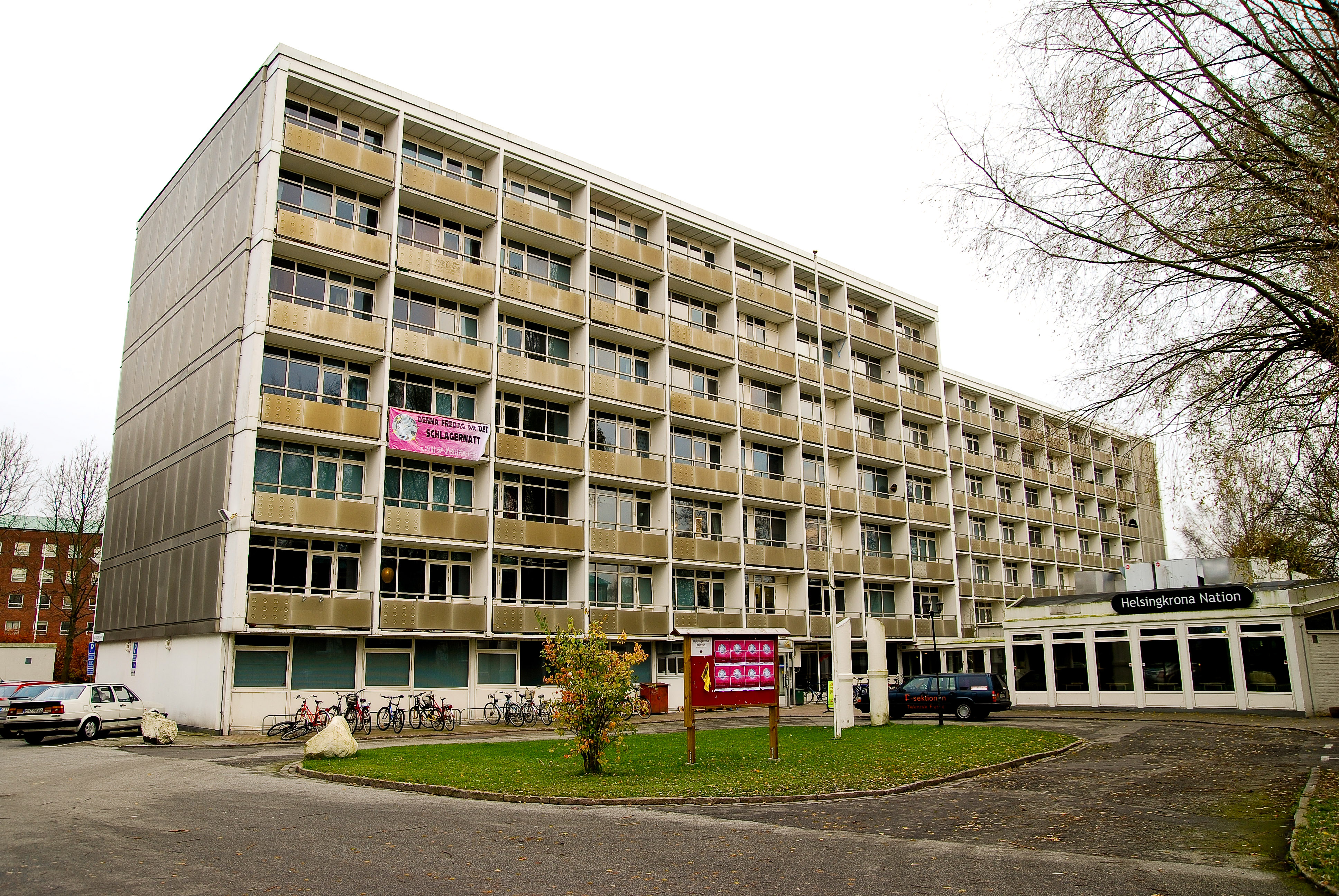
Helsingkrona nations studentbostadshus, Lund (1958).
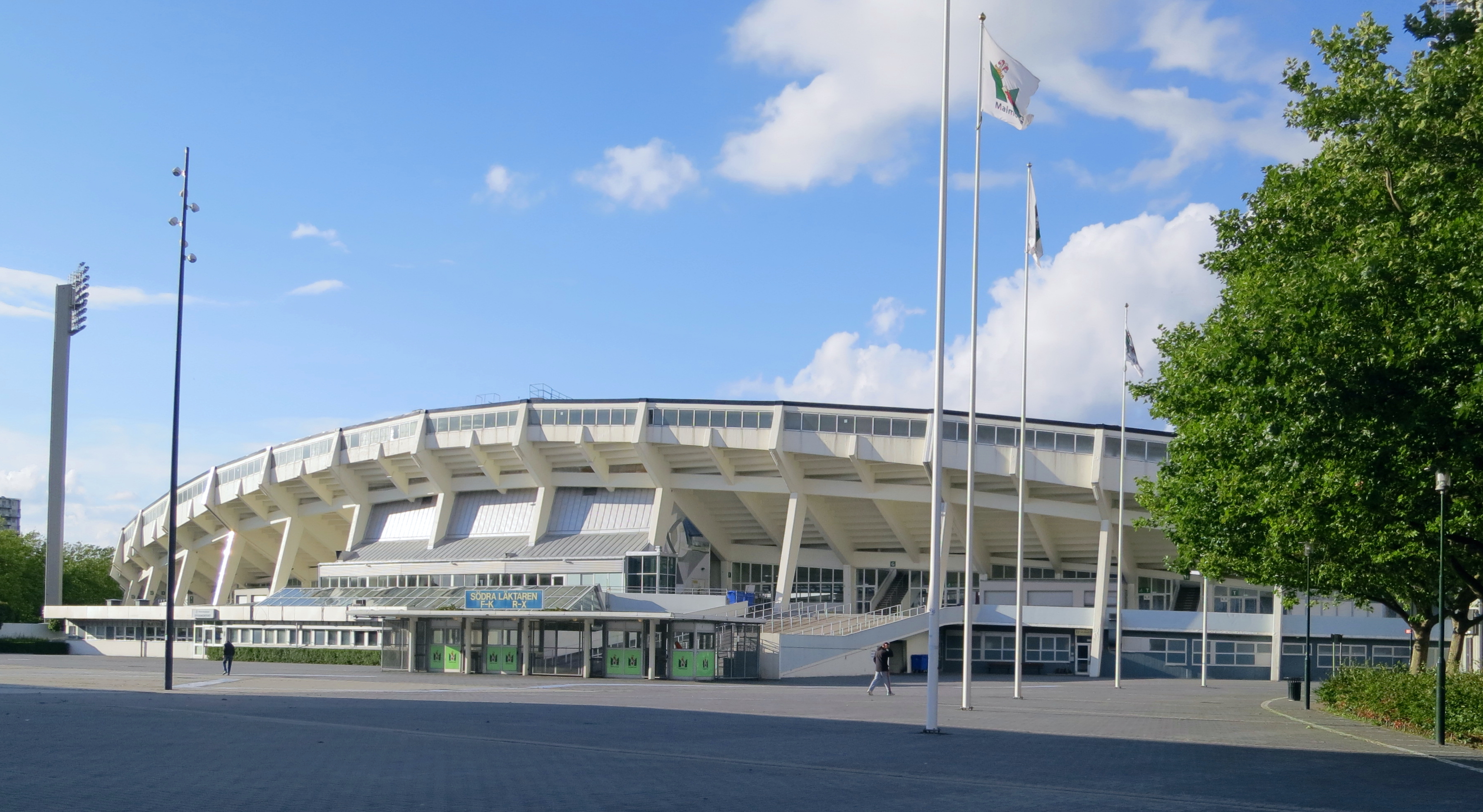
Malmö stadion (1958).
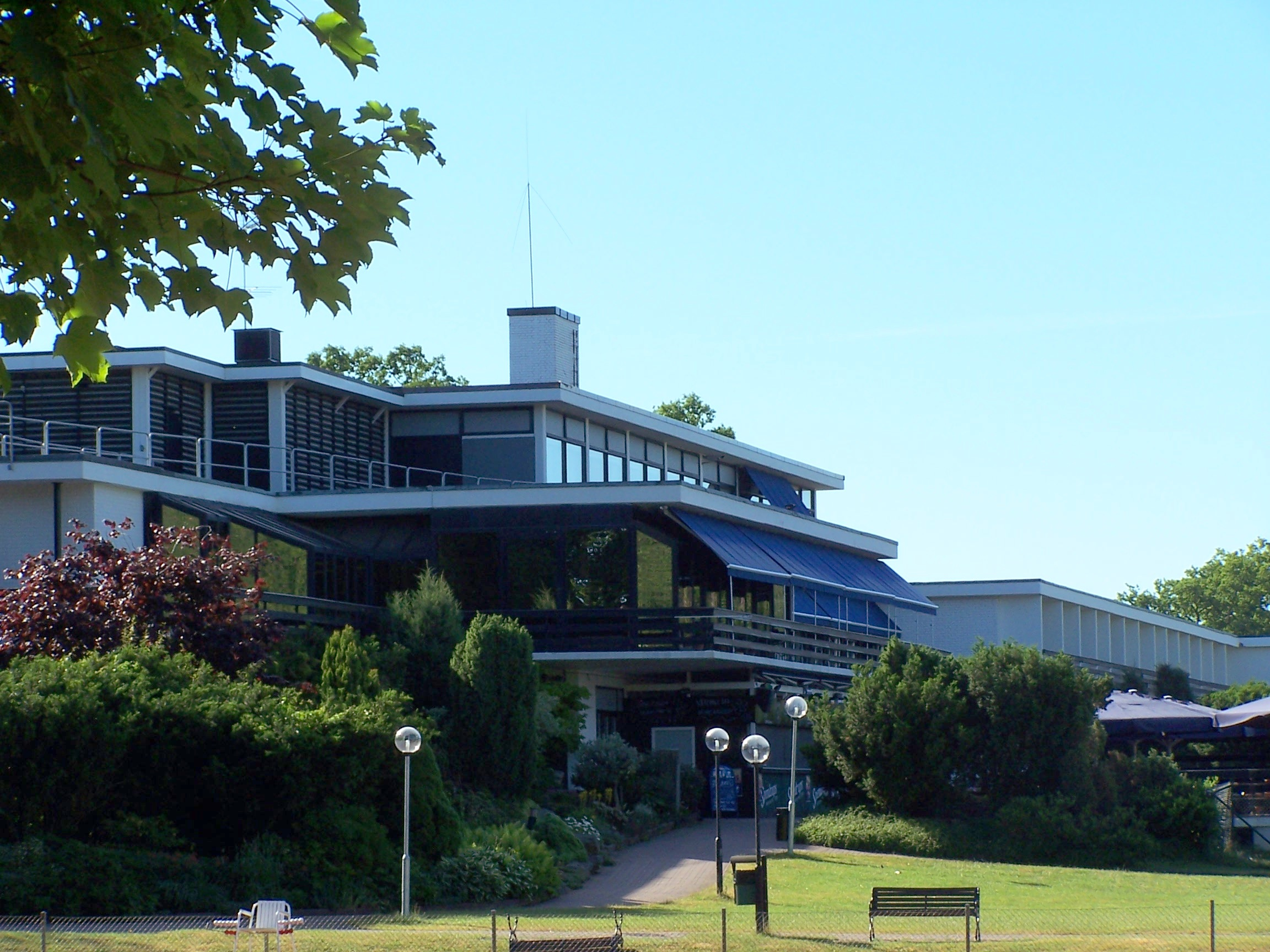
Ronneby Brunnshotell (1961).
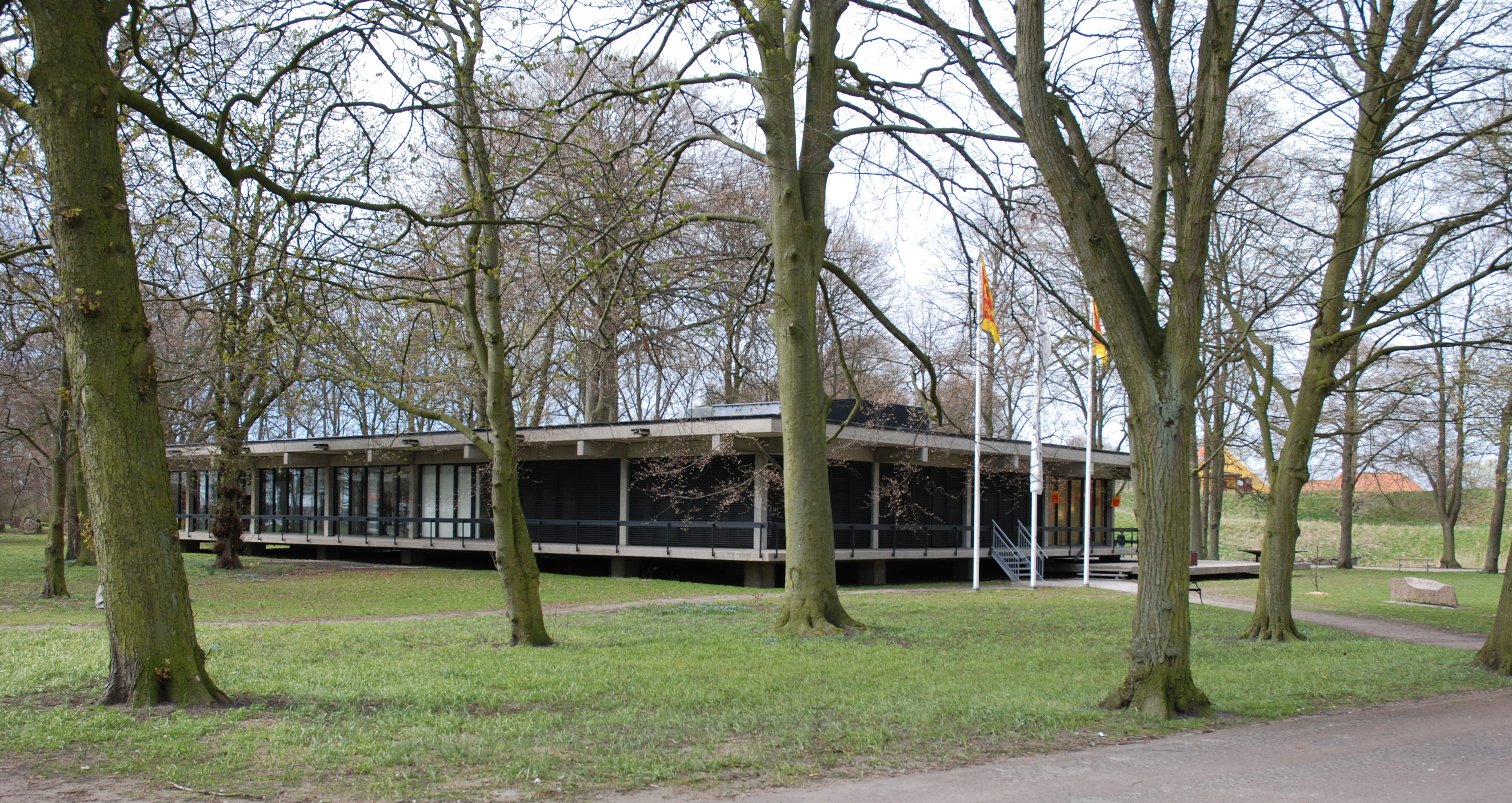
Landskrona Konsthall (1963).
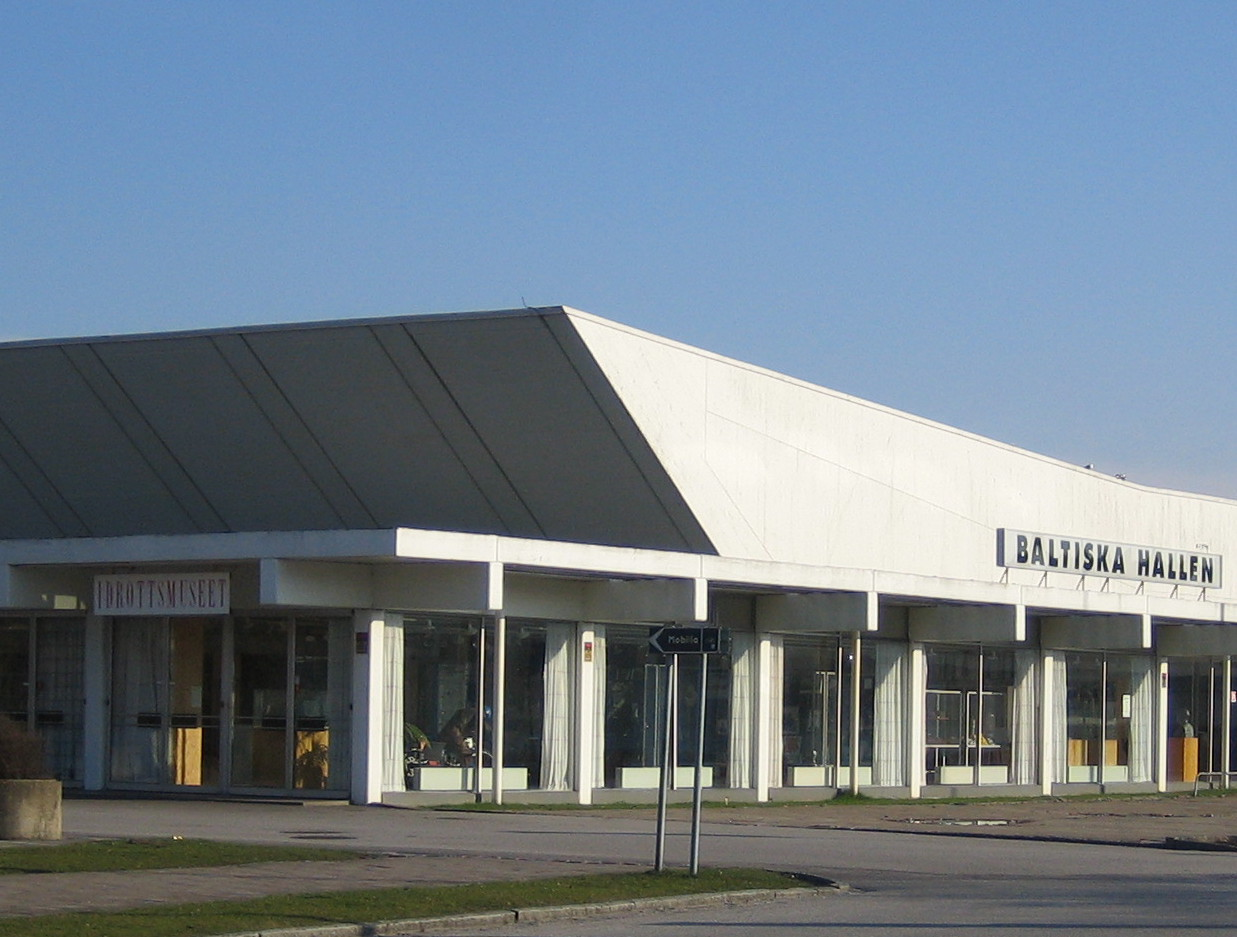
Baltiska hallen, Malmö (1964).
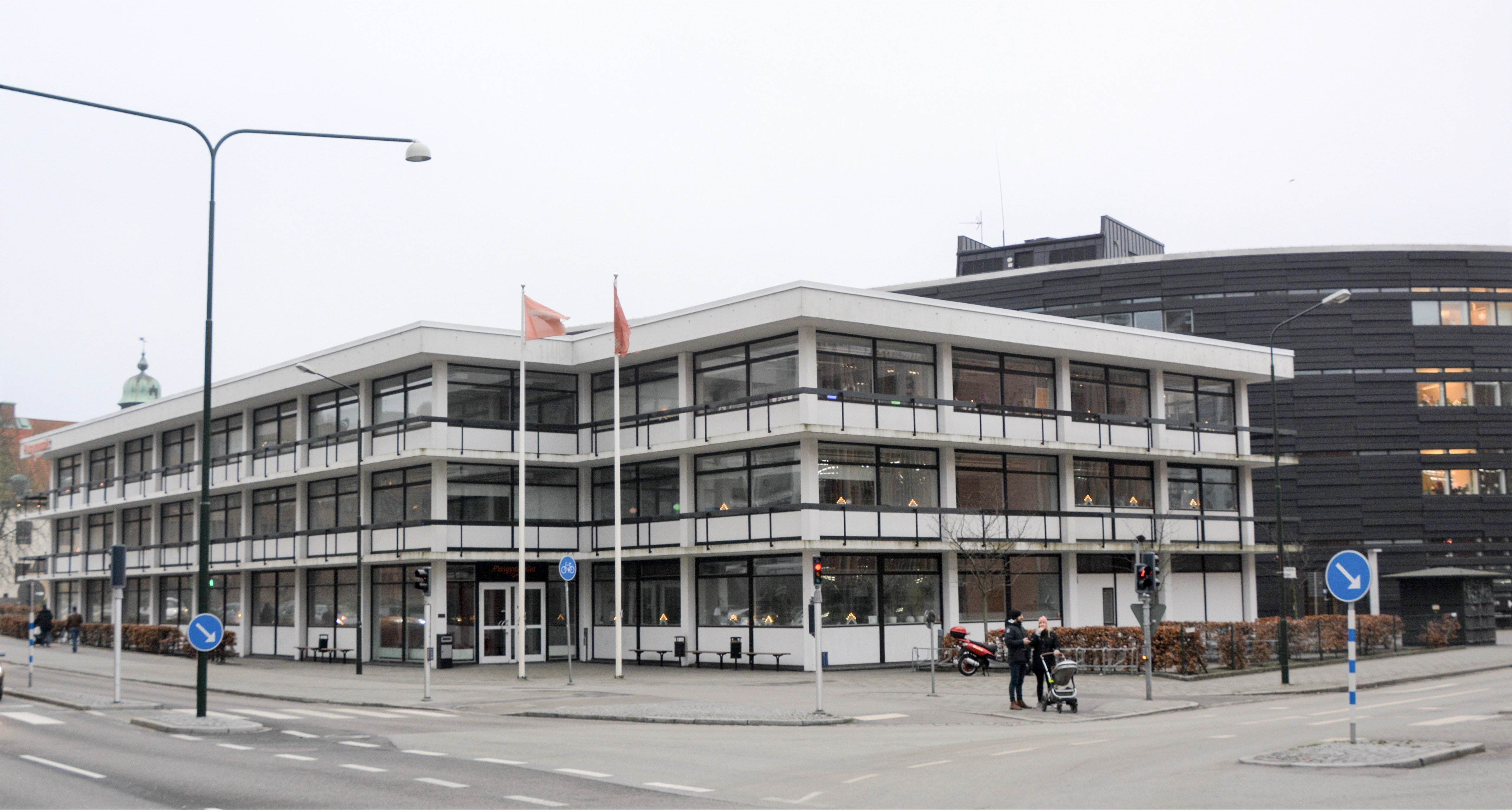
Engelbrektsboden, Malmö (1965).
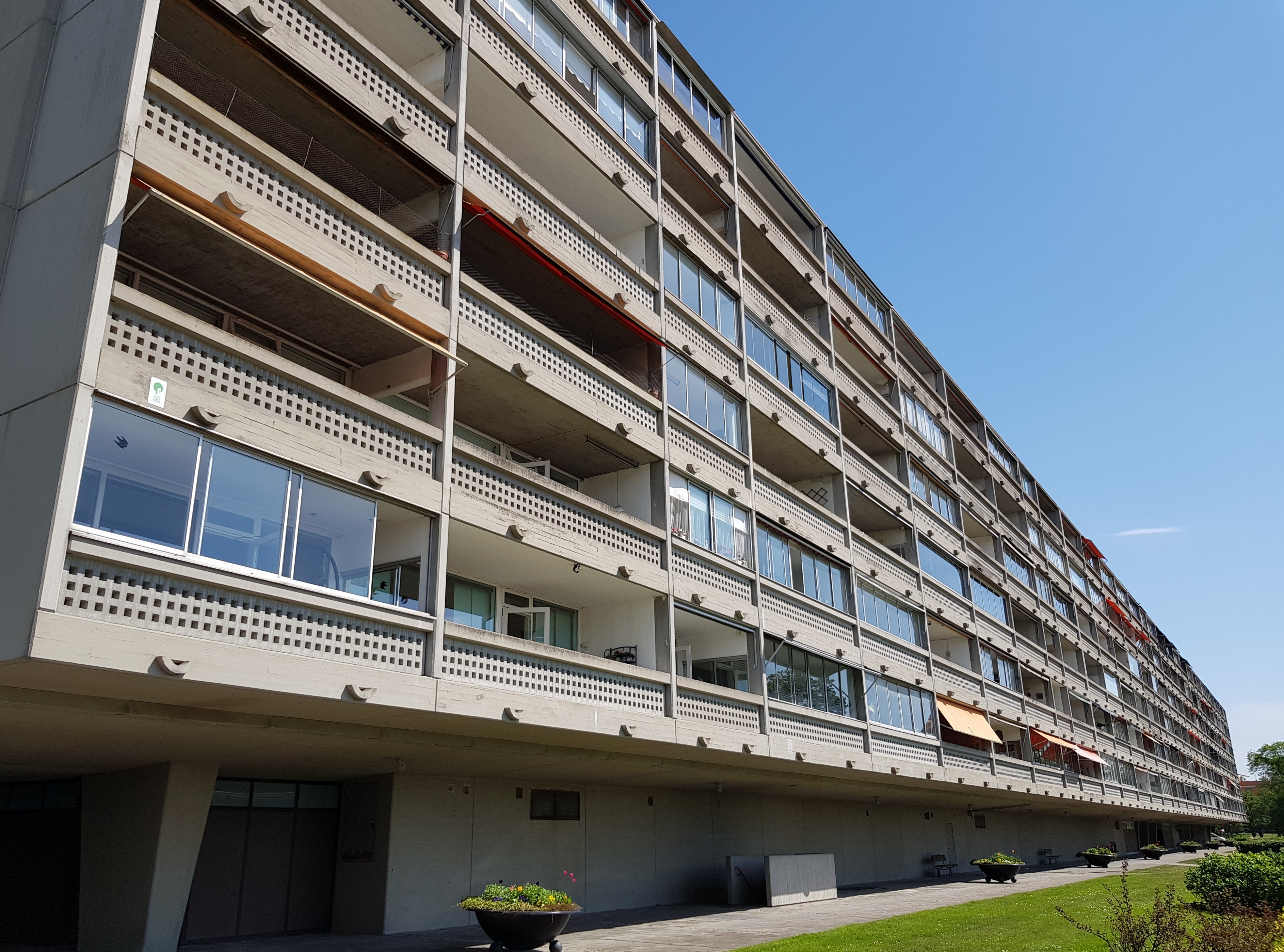
Hamilton House, Helsingborg (1967)
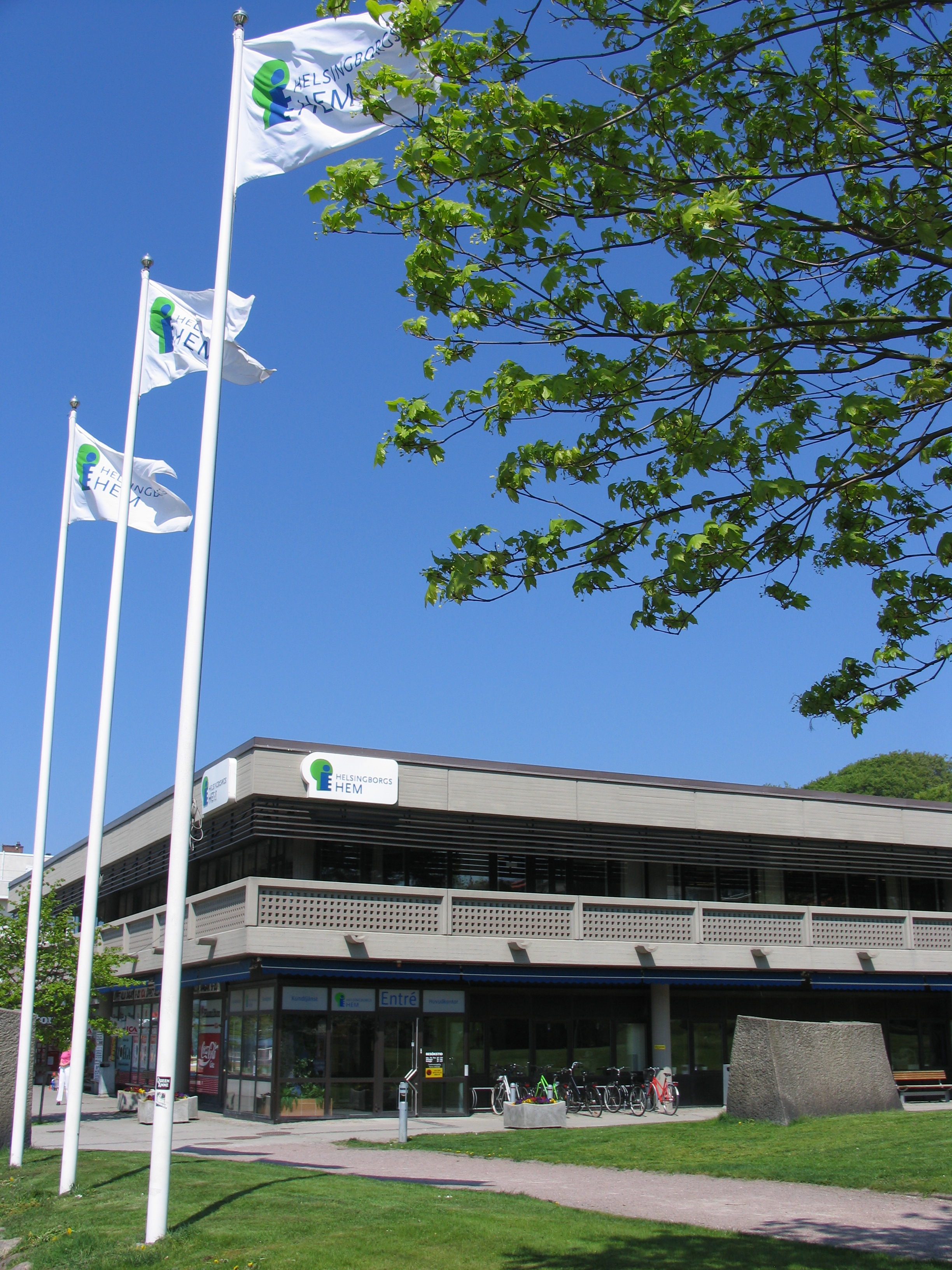
Helsingborgshems huvudkontor (1967).
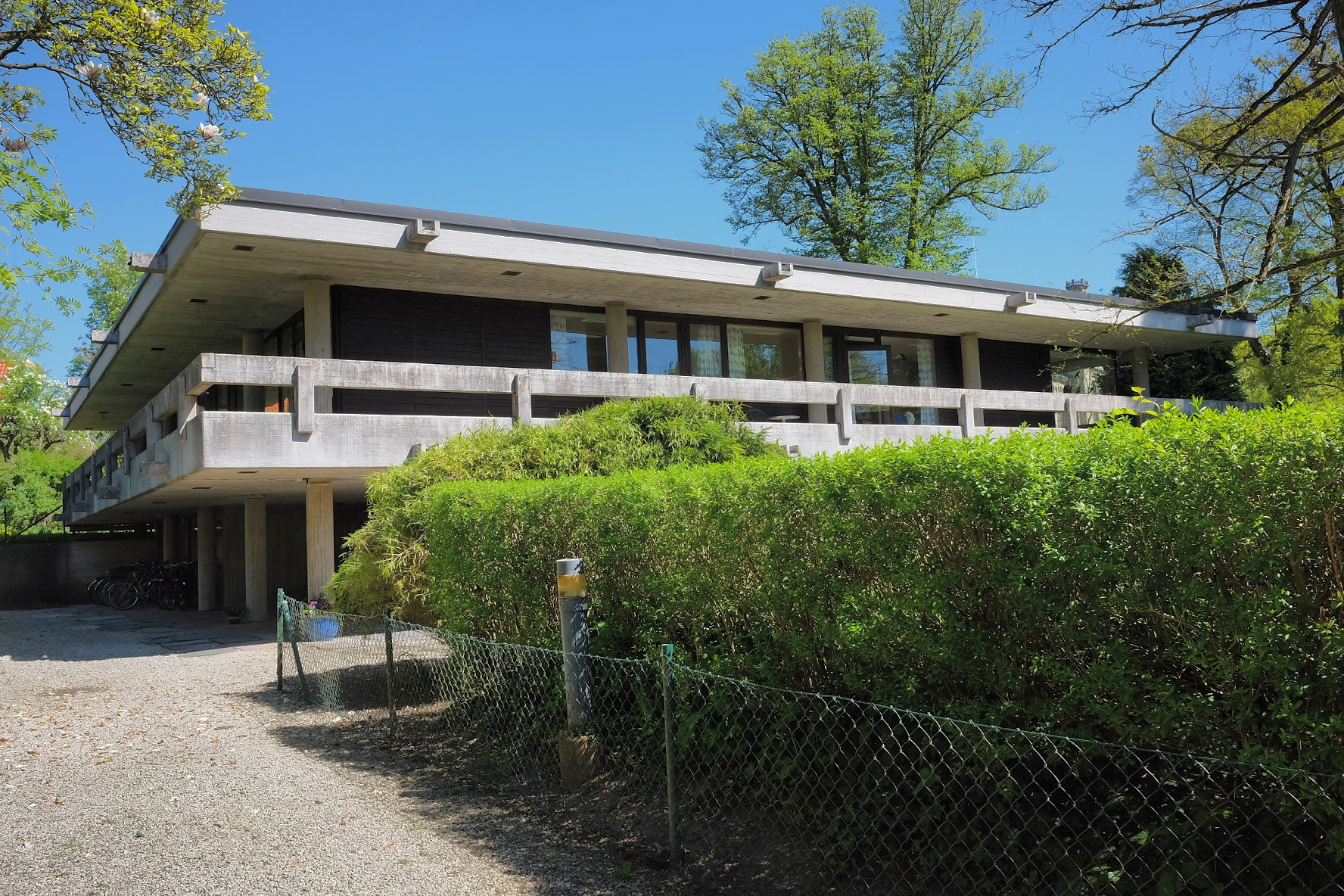
Egen villa, Dalbyvägen 3, Lund (1967).
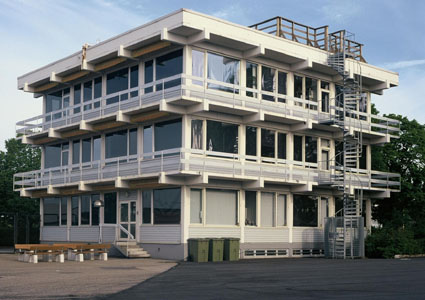
Träbolagets hus i hamnen, Malmö.
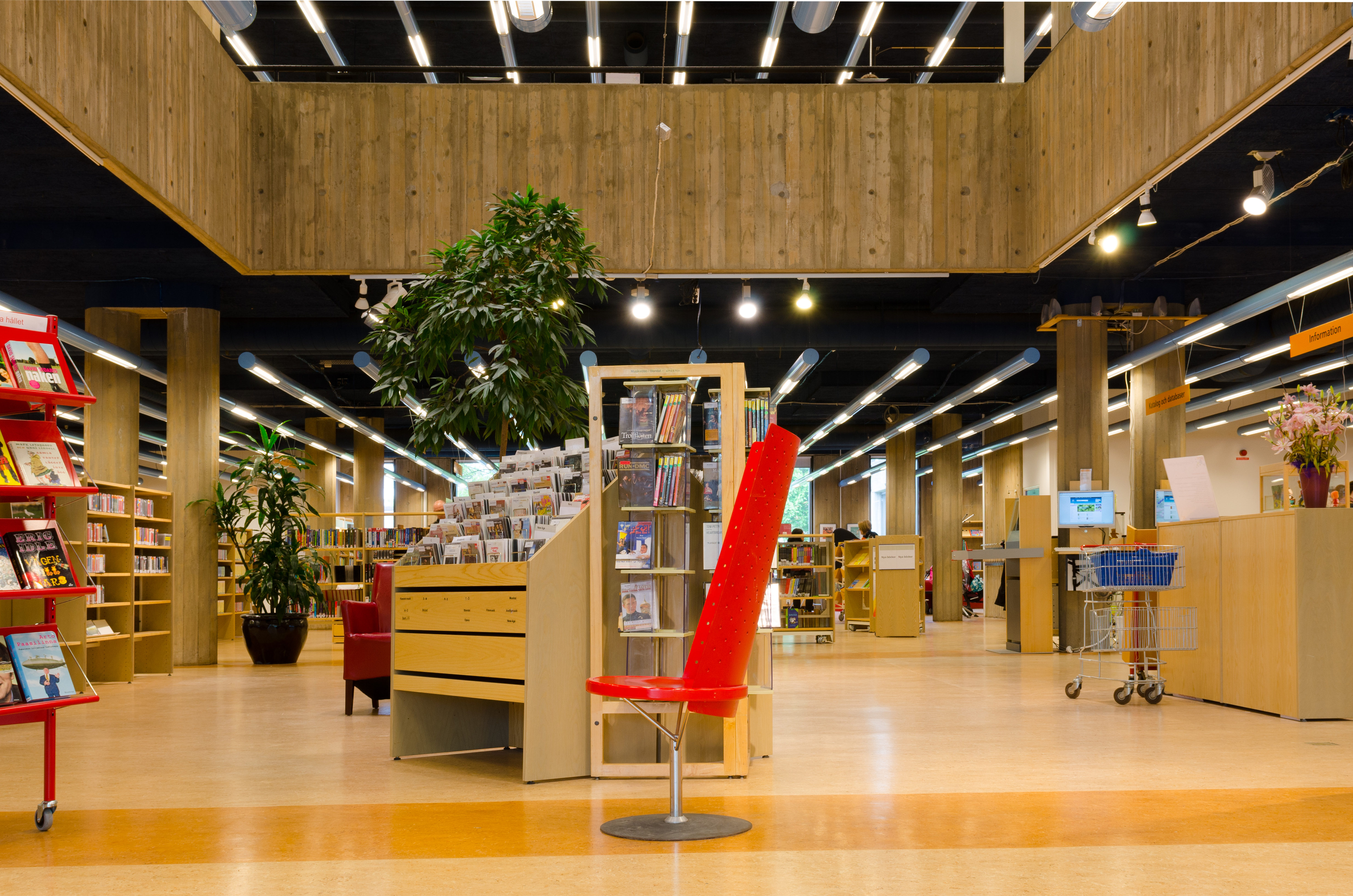
Norrköping stadsbibliotek (1972).
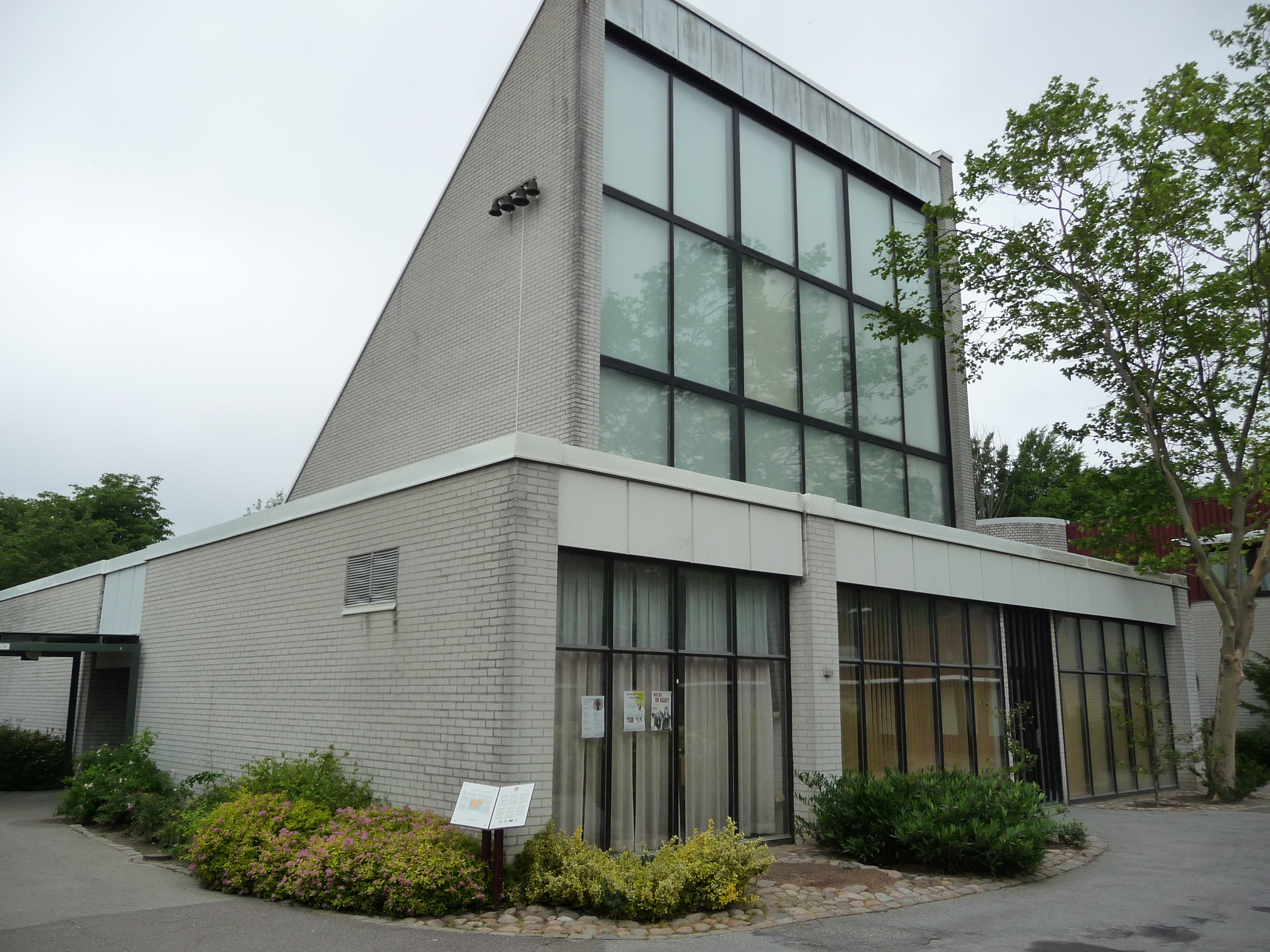
Sankt Knuts kyrka, Lund (1973).
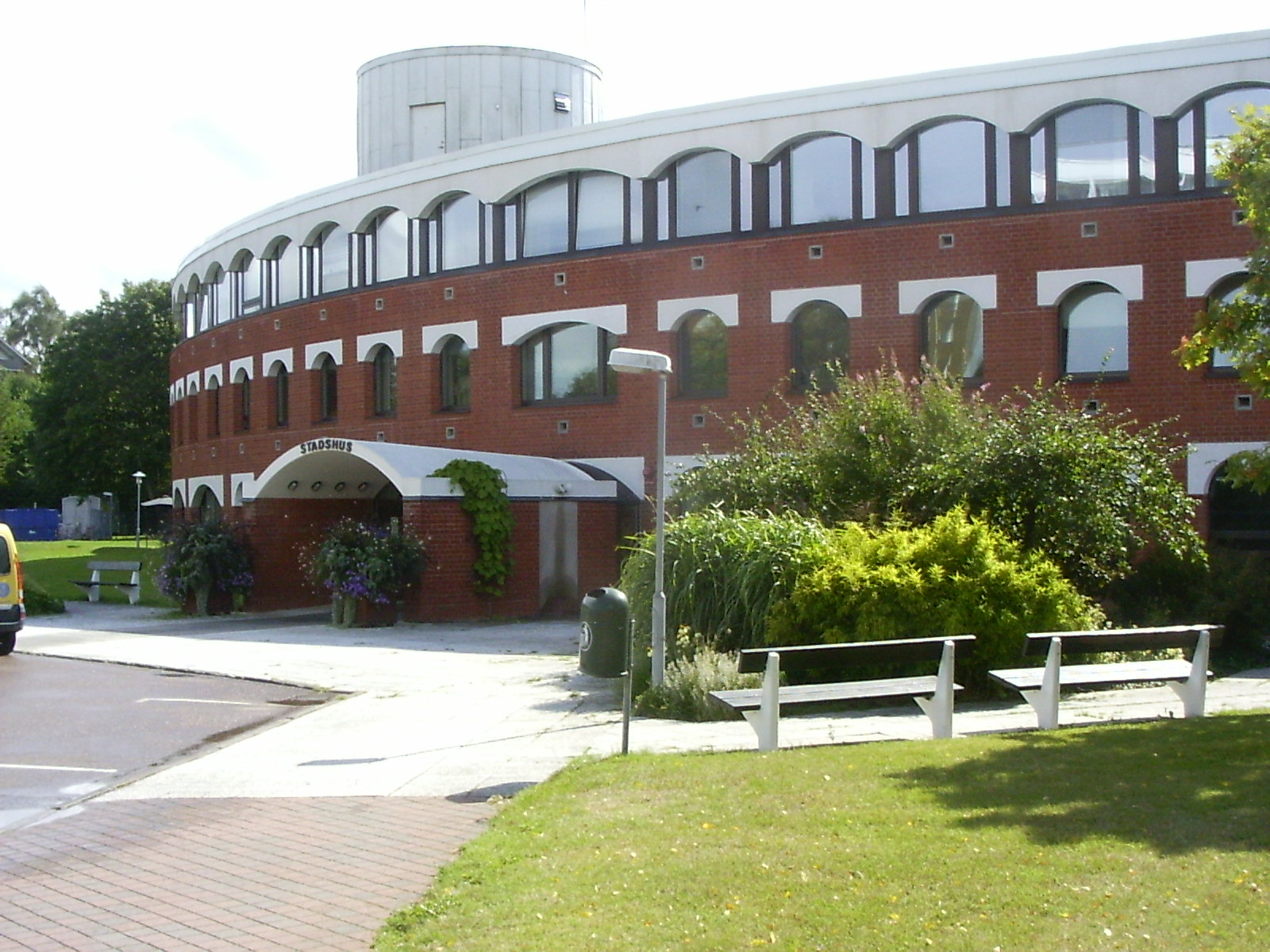
Ängelholms stadshus (1974).
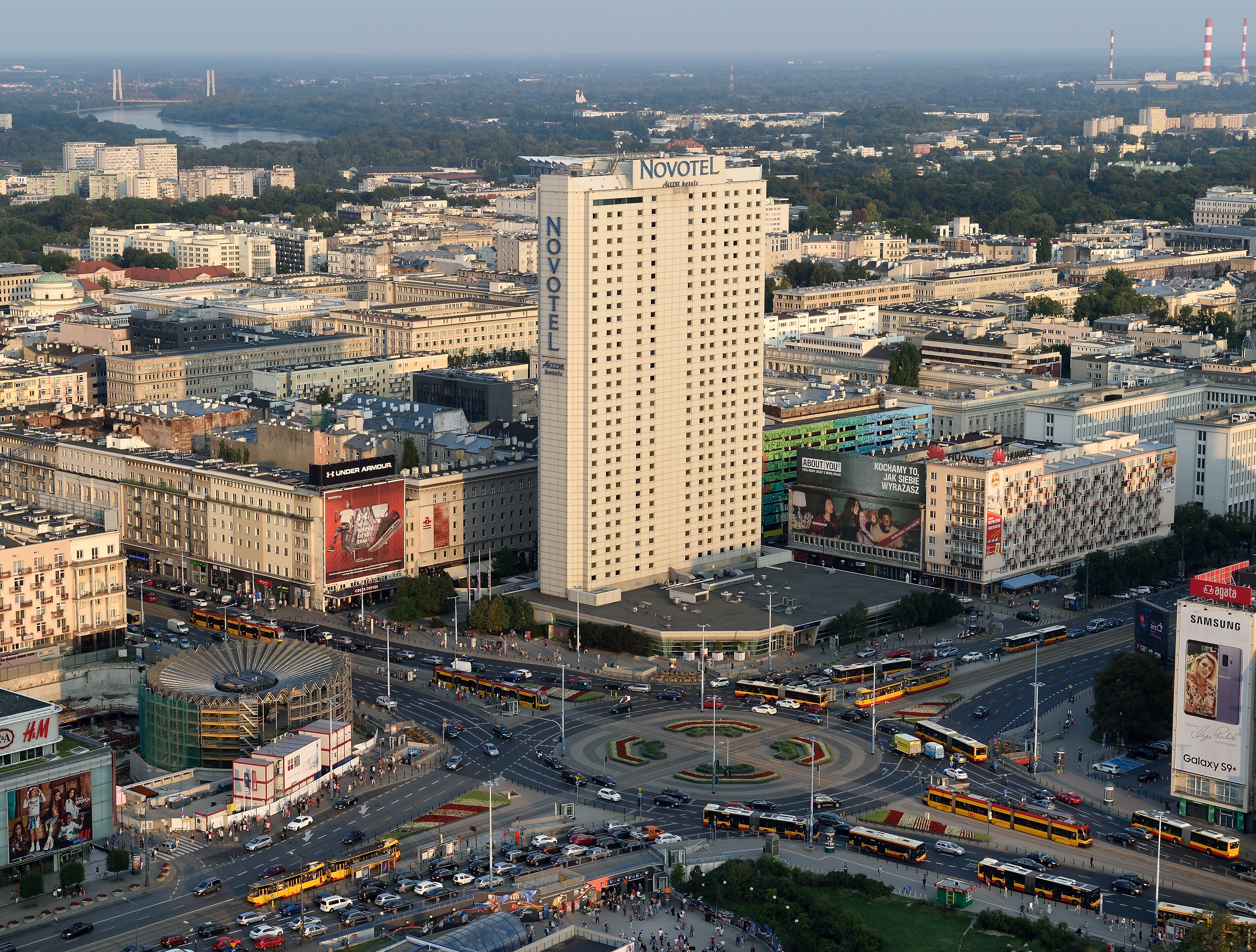
Novotel Warszawa Centrum (1974).
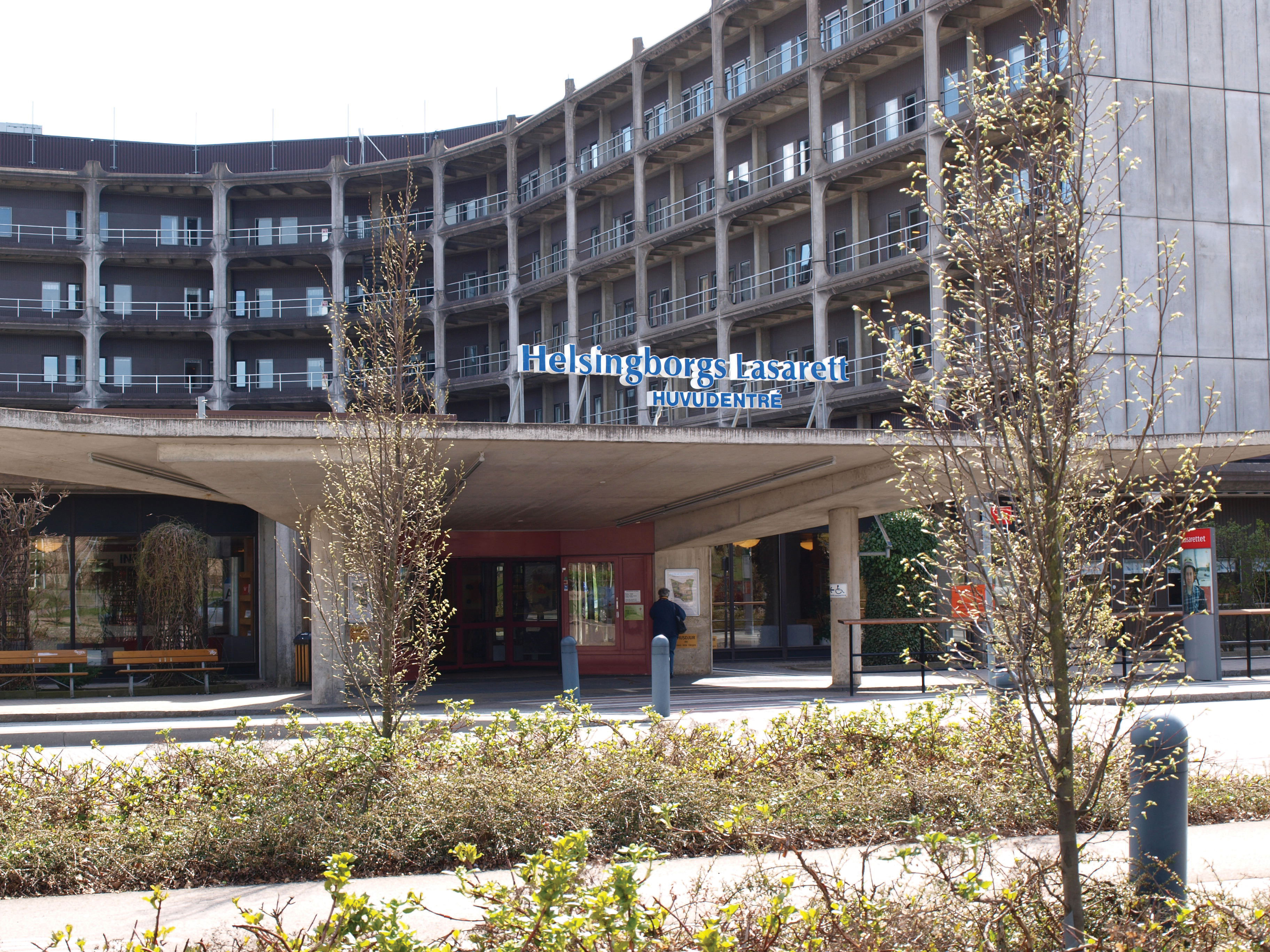
Centralblocket, Helsingborgs lasarett (1975).
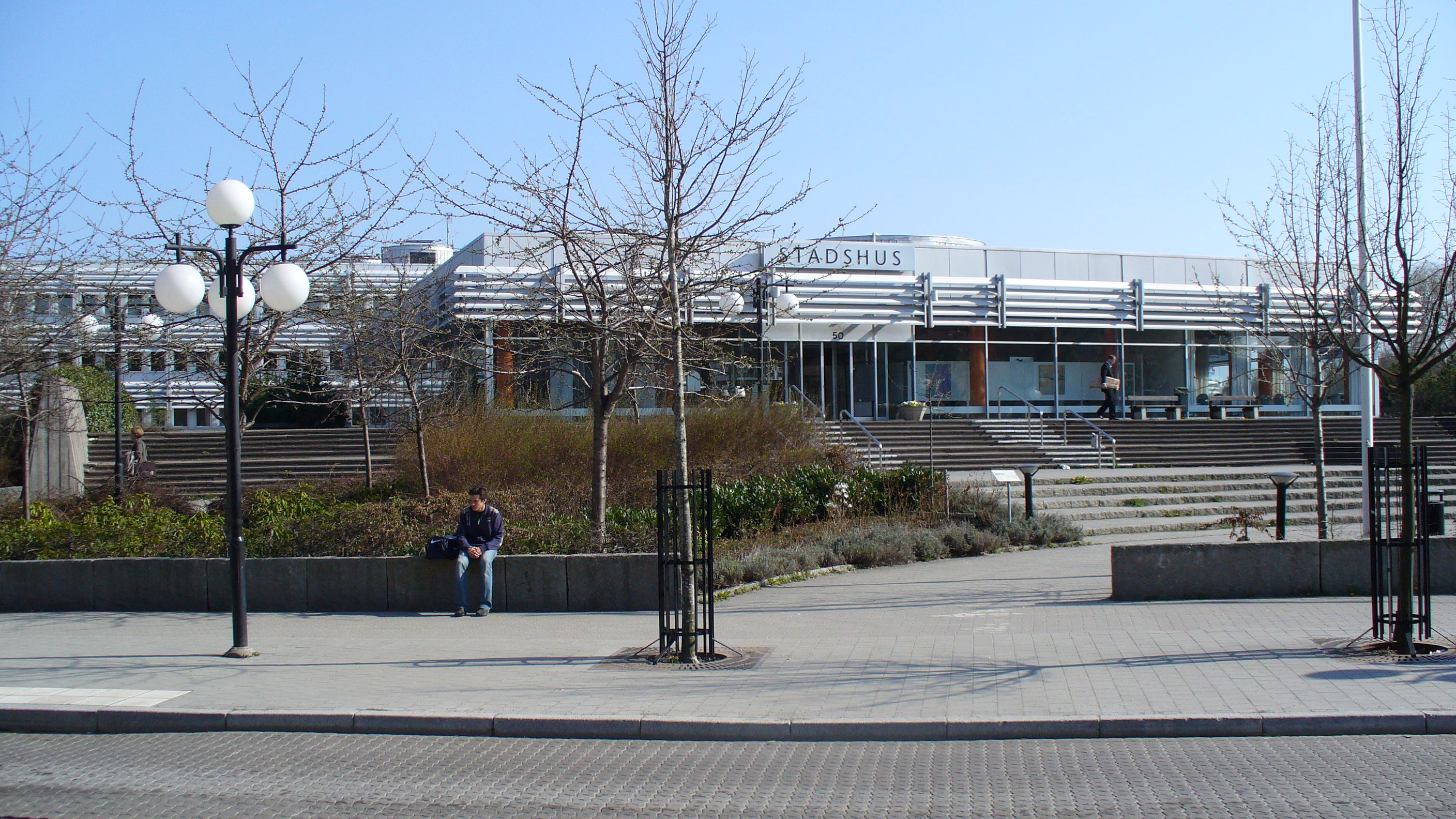
Lidingö stadshus (1975).
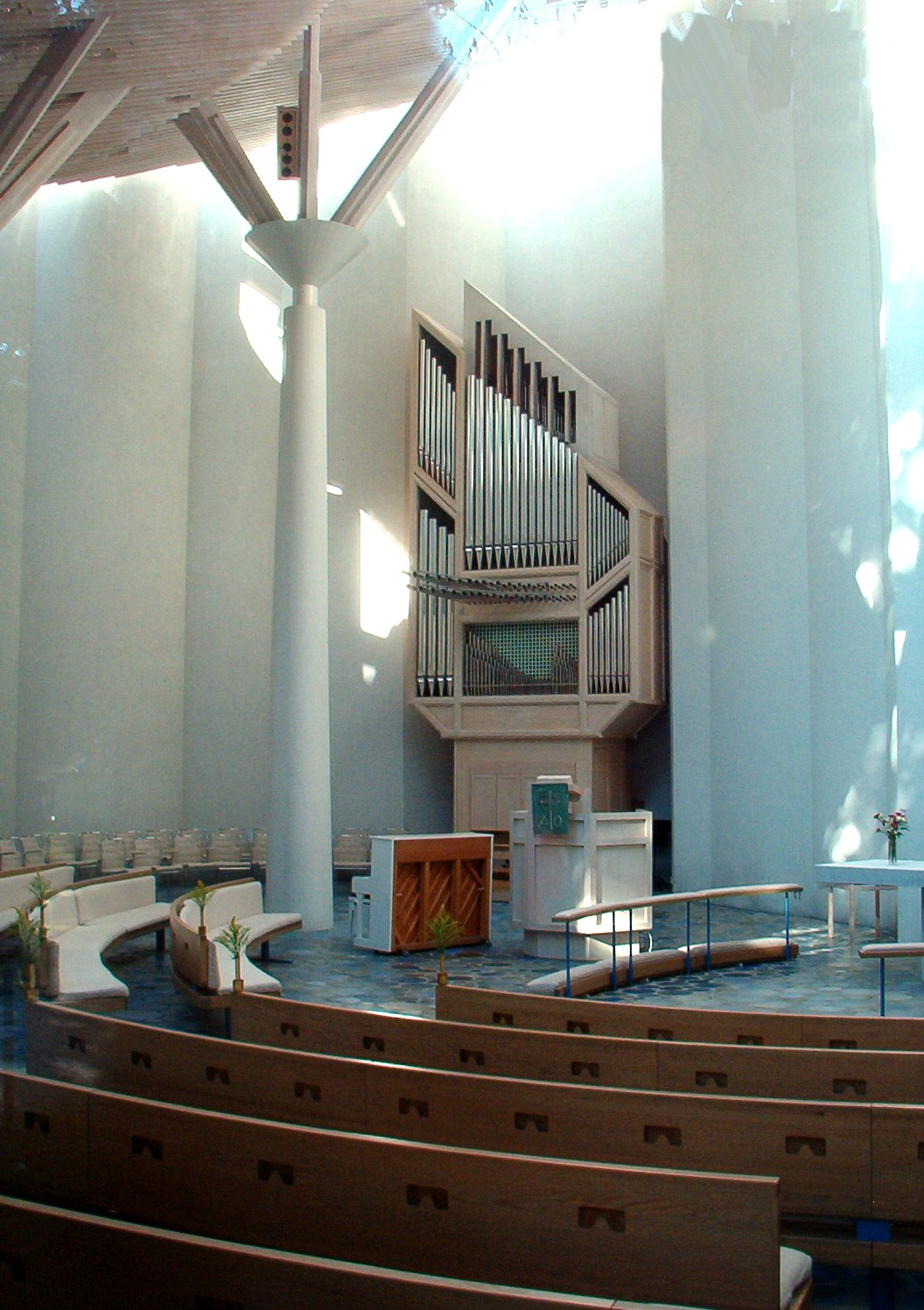
S:t Matteus kyrka, Malmö (1983).
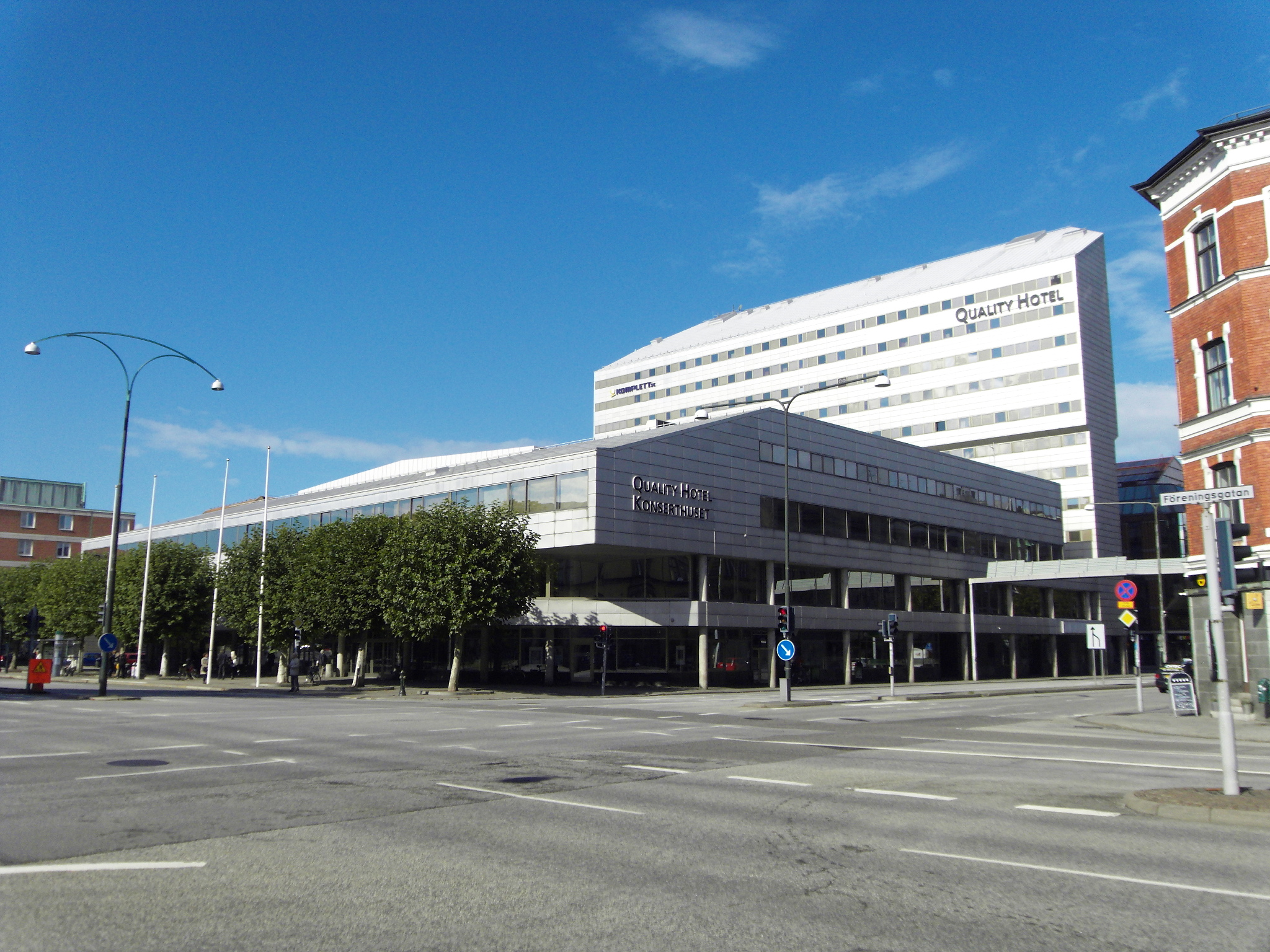
Malmö konserthus (1985).
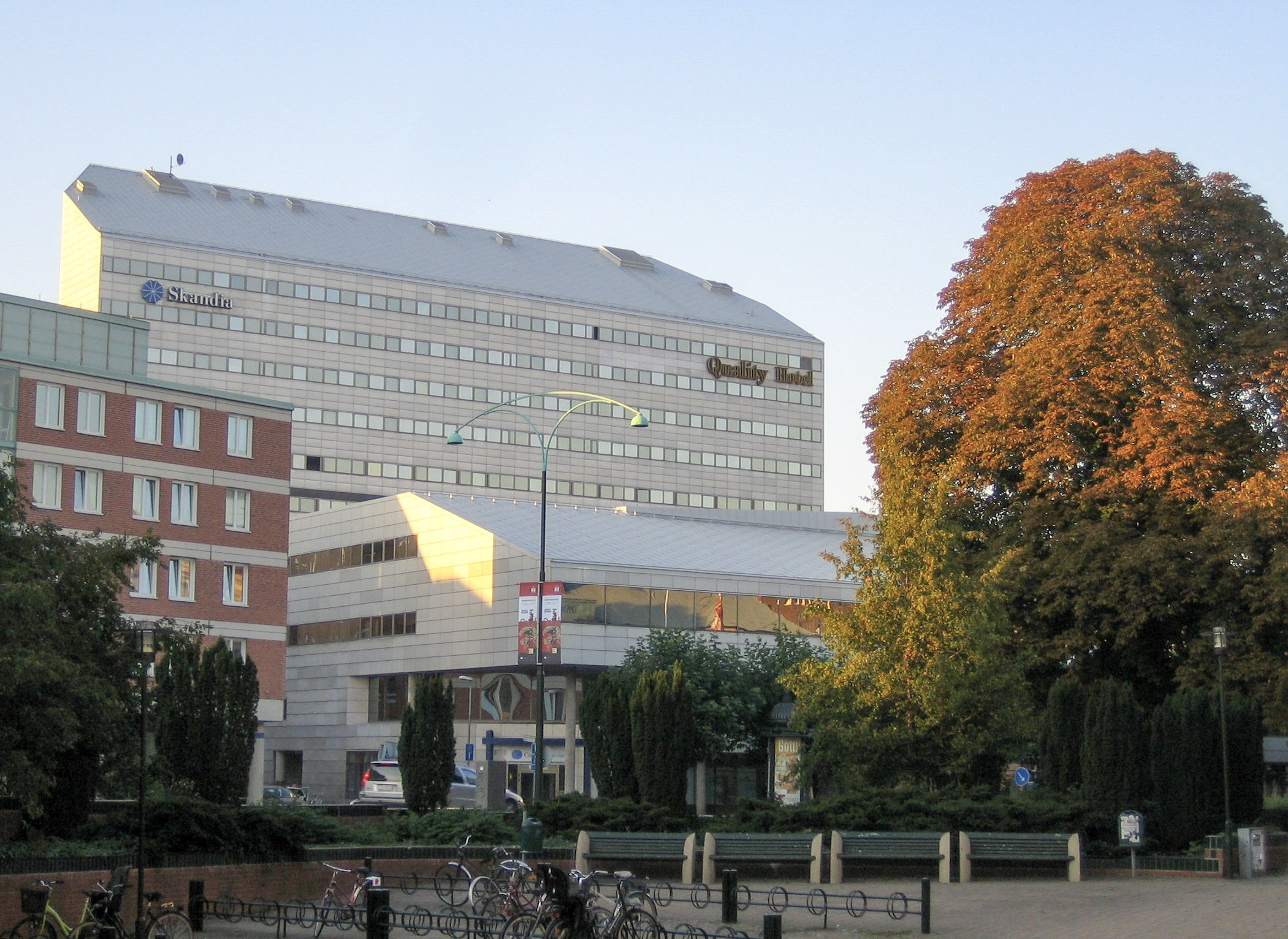
Quality Hotel Konserthuset, Malmö (1985).
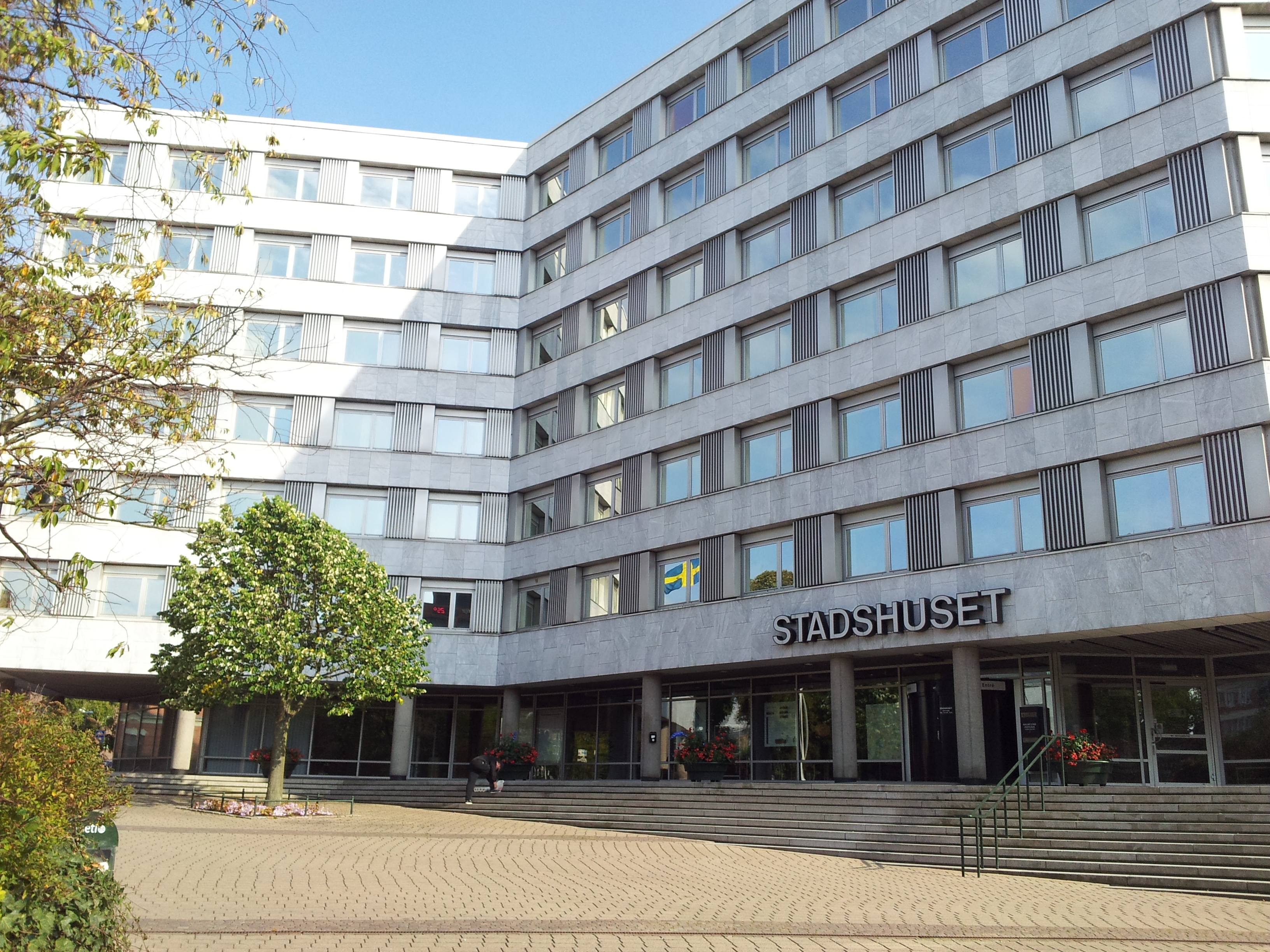
Malmö stadshus (1985).
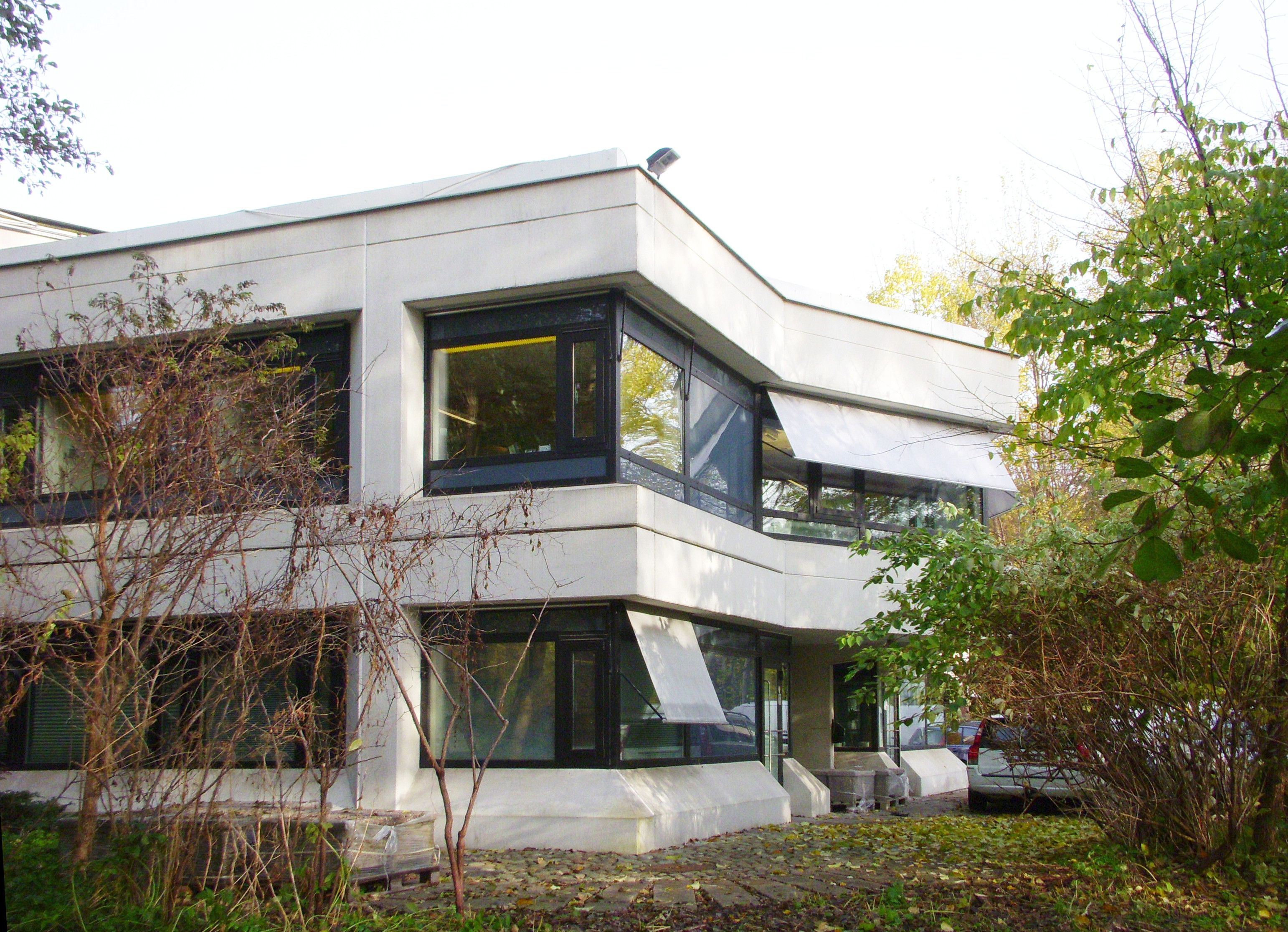
Huvudkontor för Anticimex, Stockholm (1986).
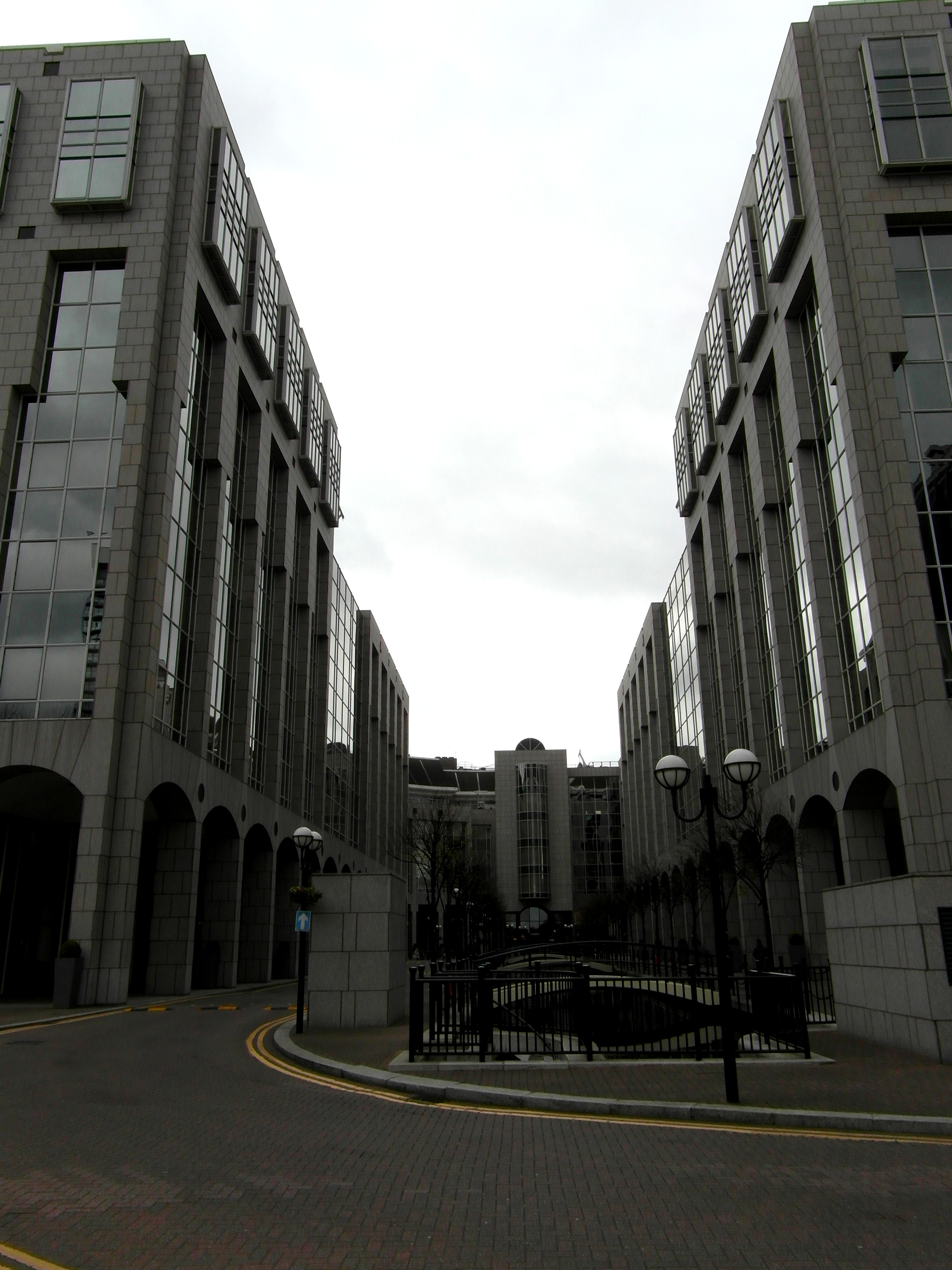
NCC-byggnad, London (1992).